# A One Piece szereplőinek listája
A One Piece manga- és animesorozat rengeteg szereplőt mutat be, akiket a mangaka Eiichiro Oda alkotott meg. A szereplők között vannak kalózok, tengerészek, felkelők, állatok és kitalált lények is, akiknek nagy része valamilyen különleges, emberfeletti képességgel rendelkezik és szinte az összes szereplőnek beceneve van, amit az emberek „ragasztanak rájuk”, ezt a becenevet a megjelenésükről vagy személyiségükről kapják. A történet egy újonnan alakult kalózbandáról szól, akik a One Piecenek elnevezett kincs után kutatnak. Kalandjaik során rengeteg baráttal és ellenséggel gazdagodnak.

## Főszereplők

### A Szalmakalapos kalózok
A Szalmakalapos kalózok kapitánya Monkey D. Luffy, akinek az az álma, hogy a kalózkirállyá váljon. Luffy egyedül vág neki a tengernek, de a történet haladtával társakat, barátokat szerez, akik csatlakoznak hozzá.
Monkey D. Luffy: A történet 17 éves főszereplője, akinek teste a Gomu-Gomu no mi (Gumi-Gumi) Démongyümölcs elfogyasztásától gumivá változott. Rendkívül vakmerő és mindig jókedvű, ha valamit a fejébe vesz, akkor azt véghez is viszi. A legegyszerűbb dolgok is lenyűgözik. Nem túl okos, ha olyanról beszélnek neki, amit nem ért, akkor azt mondja rá, hogy „ez egy rejtélyes dolog”. Kiskorában az apja elhagyta őt, így nagyapjához, Monkey D. Garphoz került, aki tengerész, és ő ellenezte a legjobban hogy Luffy kalóznak álljon, de végül nem ért el vele semmit. Garp egy hegyi banditára bízta Luffy felnevelését. Itt ismerkedett meg Portgas D. Aceszel és Saboval, akikkel testvérekké fogadták egymást. De mindezek előtt a faluját rejtekhelynek használó kalózkapitány, Shanks, akitől Luffy megette a Gomu-gomu no mi gyümölcsöt, mentette meg az életét és Luffynak adta féltve őrzött szalmakalapját, ami onnantól kezdve a fiú legnagyobb kincse lett. Innen ered beceneve is: Szalmakalapos Luffy. Az is kiderül a történet alatt, hogy Luffy apja, Monkey D. Dragon, a Világkormányzat által keresett 1. számú személy, a felkelők vezetője. Shanks távozása után 10 évvel Luffy is kihajózott, így létrehozva a Szalmakalapos kalózokat. Szépen lassan társakat szerzett és egyre nagyobb veszélyekbe keveredtek. Egy súlyos vereség után magához térve tudta meg, hogy testvérét, Ace-t ki fogják végezni a Tengerészet központjában, Marinefordban. Mindent elkövetett, hogy ezt megakadályozza és sikerült is kiszabadítania őt, azonban a boldogság nem tartott sokáig. Az egyik admirális, Akainu meg akarta ölni Luffyt, de Ace az élete árán megmentette. Luffy szeme láttára halt meg Ace és ezt látva elvesztette eszméletét. Miután magához tért és felgyógyult, két legendás kalózzal, Jimbeijel és Rayleighttal behatoltak Marinefordba, majd hadat üzentek a Világkormánynak és üzenetet küldött társainak. Ezután az Amazon Lilly nevű szigeten edzett Rayleightel, hogy elsajátíthassa a Hakinak nevezett képességet. A 2 év alatt mindhárom Hakit elsajátította és a megbeszélt találkozóhelyre, Shabandony Archipelagora ment. Kinézete annyiban változott, hogy hosszú ujjú kabátot visel és egy hatalmas sebhely van a mellkasán. Miután sikerült újból összegyűjtenie társait, a „Grand Line” legveszélyesebb területe, az „Új Világ” felé vették útjukat. Ehhez azonban át kell kelniük a Halemberek szigetén, ami több okból is nehéz feladat: a sziget 10 ezer méterrel a tenger alatt található; rengeteg tengeri szörnyeteg található az oda vezető úton, és ahogy hőseink is megtapasztalják, a halemberek egy kalózbandát hoztak létre -Hodi Jones vezetésével- és minden kalózhajót elpusztítanak, ráadásul át akarják venni Neptun királytól a hatalmat és elpusztítani az emberiséget. Neptun meghívja vacsorára Luffyt és társait, majd megpróbálja börtönbe zárni őket -mivel úgy tudja, rettentően veszélyes kalózok-, azonban Hodi és társai behatolnak a kastélyába. Luffy eközben eltévedt a kastélyban és semmit sem tud a történtekről. Találkozik Neptun lányával -aki 10 éve nem hagyhatta el a kastélyt- és úgy dönt, hogy magával viszi a „Tengeri Erdő”be, ahol már Jimbei várja őt. Kalandjai során a vérdíja jelenleg elérte a 3 milliárd berryt. Luffy-t már a Négy Császár egyikének nevezték ki, miután legyőzte Kaidot.
A kalózvadász Roronoa Zoro: 19 éves kiváló kardforgató- egyszerre 3 kardot használ-, kalózvadász volt és Luffy legénységének első tagja. Luffyhoz hasonlóan nem túl okos, tájékozódási képessége egyenlő a nullával és hétalvó. Gyerekkorában mindig alul maradt egy barátjával, Kuinaval szemben(aki egy lány) kardforgatásban. Mikor Kuina meghalt, akkor megfogadta, hogy beteljesíti annak álmát: ő lesz a világ legerősebb kardforgatója. Ehhez azonban le kell győznie a jelenlegi legerősebbet, Dracule Mihawkot. A történet kezdetén még lázasan kutat Mihawk után, majd mikor véletlenül rábukkan, akkor súlyos vereséget szenved. Ezután akárhová mennek, mindig edz, hogy egy nap legyőzhesse őt. Edzéseinek hála képes lesz átvágni az acélt is. A sors iróniája, hogy miután súlyos vereséget szenvednek Bartolomew Kumától, Mihawk kastélya közelében tér magához. Számtalanszor megpróbál elmenni a szigetről, de az azon élő harci gibbonok mindig legyőzik őt. Mihawk felajánlja segítségét, de Zoro visszautasítja őt. Mikor megérti a Luffy által küldött üzenetet, Mihawk segítségét kéri, aki 2 évig edzi őt. Az edzés alatt bal szeme súlyosan megsérült, mindig csukva tartja. A Halemberek szigetén Neptun először őt hívja meg a kastélyába. Zoro rábólint, majd leissza magát és börtönbe zárják. Mikor társait is börtönbe akarják zárni, megszökik és legyőzi Neptunt, majd annak embereivel együtt megkötözi őket. Ekkor érkezik meg Hodi és bandája, akivel Zoro száll szembe. A történet alatt vérdíja 1 milliárd 111 millió berryre emelkedett.
Tolvajmacska Nami: A legénység 18 éves pénzmániás navigátora. Az az álma, hogy elkészíti az első teljes világtérképet. Elsősorban azért csatlakozott Luffyhoz és Zorohoz, hogy ellopja azok kincseit, ugyanis egy halember – külön faj a One Pieceben -, Arlong elfoglalta szülőfaluját és azóta nyomorban élnek az emberek. Azért van szüksége minél több pénzre, hogy megvehesse a falut Arlongtól, így megmentve annak lakóit. Mikor ez kiderül Luffyék felveszik a harcot Arlong és kalózai ellen. Luffy legyőzi Arlongot, így a falu felszabadul és Nami csatlakozik legénységéhez. Nami fegyvere egy bot, amit Usopp készített és képes irányítani az időjárást. A Kumaval való harc után Weatheriában lelte magát, ahol tudósok élnek. A 2 év alatt tanulmányozta az időjárást, felerősítette fegyverét, illetve hosszú hajat növesztett. Nami vérdíja 366 millió berry.
Usopp (Sogeking): A legénység 17 éves mesterlövésze és egy ideig a hajóács. Anyja meghalt, apja pedig Shanks kalózbandájának tagja, így egyedül nőtt fel. Mindig hazudozott, hogy kalózok támadnak a falura, így mikor ez tényleg megtörtént, akkor senki sem hitt neki. Szerencséjére Luffy és Zoro legyőzte a halottnak hitt Kuro által vezetett kalózokat és a falu megmenekült. A falu nemesi családjának leszármazottja, Usopp barátja egy hajót adott Luffyéknak és Usopp is csatlakozott hozzájuk. Skypieai kalandjaik után, Water Seven-ben kiderült, hogy hajójuk olyan rossz állapotban van, hogy akármikor elsüllyedhet. Luffy új hajót akart venni, míg Usopp ragaszkodott régi hajójukhoz, a Going Merryhez. Ezért Usopp kilépett a bandából és Sogeking néven harcolt Enies Lobbyban. A harc után ismét csatlakozott barátjaihoz. Kuma egy olyan szigetre repítette, ahol minden étel nagyon finom -így Usopp elhízott-, azonban bizonyos időközönként a sziget megpróbálja felfalni lakóit. A sziget másik emberi lakója, Heraclesn segített Usoppnak, hogy erősebbé váljon. Új lövedékeket készített magának, megizmosodott és bátrabb lett. Jelenlegi vérdíja 500 millió berry.
Feketelábú Sanji: A legénység 19 éves szakácsa, Zoro vetélytársa aki mindig fekete öltönyt visel. Ruhája színéből és harci stílusából ered beceneve: Feketelábú Sanji. Minden útjába kerülő lánynak csapja a szelet és mindig cigizik. Továbbá különleges ismertetőjegye a felfelé kunkorodó szemöldöke. Vöröslábú Zeff tanítványa, tőle tanult meg főzni és harcolni is. A harcban csak a lábát használja, mivel nem akarja megsérteni a kezeit, mondván a szakács legfőbb kincse a keze. Don Krieg és kalózai legyőzése után csatlakozik Luffyhoz. Utazásaik során egyre erősebb ellenfelekkel kerül szembe, így fejleszti rúgótámadásait is. A legerősebb támadása mikor gyors pörgésbe kezd, így felhevítve a lábát, amivel tűz alapú támadásra képes. A csapat súlyos veresége után az okamák -egyszerre férfi és nő=transzvesztita- szigetére került, ahol nővé akarták alakítani, de ő ellenállt. Ezután azok vezetőjét, Ivankovot kérte meg, hogy segítsen neki erősebbé válni. Ivankov elutasította kérését, de adott neki egy lehetőséget, hogy megszerezze az okama szakácsok és egyben kenpo mesterek titkos receptjét. Ehhez azonban mind a 99 mestert le kell győznie. Kinézetében történt változás, haját a másik oldalra fésüli, borostás és nem bírja ki orrvérzés nélkül egy nő közelében sem. A Halemberek szigetén-ahol sellők is élnek- nagyon közel került a halálhoz, ugyanis az egyik sellő a mellére húzta Sanji fejét, mikor megpróbálta elrejteni őt, ettől megindult az orra vére és majdnem elvérzett. Sanji jelenlegi vérdíja 1 milliárd 32 millió berry.
Tony Tony Chopper: Egy 15 éves rénszarvas, aki ért az emberek nyelvén és emberi külsőt is tud ölteni. Ezt annak köszönheti, hogy elfogyasztotta az Embergyümölcsöt, ami egy Démongyümölcs. A Drum Birodalom egyik falujában élt. Az emberek régebben ördögnek, hószörnynek tartották, ezért rátámadtak. Csak egy csaló doktorban bízhatott, aki fiának nevezte őt. A doktor halála után Choppert a falu 130 éves doktora tanította. A másokkal nem törődő gyáva király, Lord Vapol legyőzése után csatlakozott a Szalmakalapos kalózokhoz, mint hajóorvos. A Shabandony Archipelagon történt incidens után egy olyan szigetre került, ahol óriás madarak és a bennszülöttek harcolnak egymás ellen. Miután kibékítette őket, azok hálából megengedték neki, hogy használja a környék gyógynövényeit és a könyvtárat kutatásaihoz. Él-hal a vattacukorért, így Vattacukor Imádó Chopperként szerepel a körözési plakátokon. A harcokból mindig kivette részét, de jelenlegi vérdíja 1000 berry. A 2 éves edzés után annyiban változott, hogy új sapkája lett, átalakulva nagyobb és Nami szerint selymesebb lett a bundája.
Nico Robin: Egy 28 éves archeológus nő, akinek fejére a Tengerészet már kiskorában hatalmas vérdíjat tűzött egy hadihajó flotta elsüllyesztéséért és elnevezték az Ördög Gyermekének. A Baraque Worksnél tevékenykedett, mint Sir Crocodile asszisztense(aki egy Shichibukai azaz tengerúr), de igazából nem bíztak meg egymásban.Robin azért állt Crocodile szolgálatába, hogy így biztonságban legyen a rá vadászó tengerészek és kalózvadászok elől, illetve így nyugodtan tanulmányozhatta a városok történelmét. Crocodilenak arra kellett a lány, hogy megtalálja neki az Alabastában lévő titkos fegyvert, a Plutont. Miután Luffy legyőzte Crocodilet, Robin is csatlakozott hozzá. Ő is evett Démongyümölcsöt ( a virággyümölcsöt) így olyan képességre tett szert, hogy akárhonnan ki tudja növeszteni a testrészeit. Miután Kuma legyőzte őket, egy olyan szigetre került, ahol a tengerészek mindenkit elfognak és dolgoztatnak. Szabadulását a Dragon által küldött felkelőknek köszönheti. Az eltelt 2 évet a felkelők közt töltötte és hajviselete megváltozott. Mikor behatoltak a Halemberek szigetére, ő elkeveredett társaitól és a „Tengeri Erdő”be ment, hogy tanulmányozza azt. Vérdíja 930 millió berry.
"Iron Man" Franky: Egy 34 éves kiborg, aki Water Seven hajóbontóinak és kalózvadászainak, a Franky Családnak a főnöke. Sok évvel ezelőtt súlyos sérüléseket szenvedett, amiket csak úgy tudott túlélni, hogy kiborgot csinált magából. Testének gépi részét kólával működteti és rengeteg fegyvert rejt teste, pl. a jobb ökle, amit képes kilőni; a tenyerével nagy széllökést tud előidézni stb. Ő őrzi a legendás hajóépítő, Tom terveit, amit meg akar szerezni a Világkormány. Nico Robinnal együtt őt is elrabolják, hogy megszerezhessék az általa őrzött titkos fegyver terveit, majd kivégezhessék mindkettőjüket. Segít Luffynak és társainak legyőzni a Világkormány titkos fejvadász osztagát, a CP9-et. Ezután vérdíjat tűznek ki a fejére és csatlakozik Luffyékhoz, mint hajóács. A Shabandony Archipelagon történt incidens után Dr. Vegapunk szülőhelyére kerül és behatol annak laborjába, amit a tengerészek védnek. A labort véletlenül megsemmisítette és testének jelentős része megrongálódott, de újjáépítette ellátva 1-2 újdonsággal, pl. pótkarok, hajnövesztő gomb, fegyverek. Robinhoz hasonlóan messze került társaitól a Halemberek szigetén, majd ő is az erdőbe ment hajójukhoz, ahol találkozott mestere, Tom testvérével és Jimbeijel. Vérdíja 394 millió berry.
"Soul King" Brook: 88 éves élő, mozgó, beszélő csontváz. Csontvázként képes gyorsan futni a vízen és magasra ugrani. Nagyon udvariasan beszél mindenkivel és minden útjába kerülő nőnek meg akarja nézni a fehérneműjét. Ő mondja el Luffyéknak, hogyan lehet legyőzni a zombikat. Régebben megevett egy Démonümölcsöt(a túlvilággyümölcsöt) ami halála után visszahozta őt az életbe. Ezelőtt néhány évvel a Shichibukai, Moria elvette az árnyékát, az árnyékgyümölcs megevésének köszönhetően. Moria legyőzése után csatlakozott a Szalmakalapos kalózokhoz, mint zenész. Kuma egy olyan szigetre "dobta", ahol két törzs harcol egymással. Az egyik egy sátánimádó békés törzs, akik vezérükké fogadják Brookot. A másik törzs a sátánimádók nő tagjait rabolja el. Mikor felfedezik, hogy Brook nem a sátán, hanem egy beszélő csontváz, akkor elrabolják őt és egy ketrecben mutogatják az embereknek. Az eltelt 2 év alatt világsztár lett rengeteg rajongóval, a soul zene királya, innen ered művészneve Soul King Brook. Élő emberként és a Yorki kalózok tagja ként vérdíja 383 millió berry volt.
Jinbe: Egy cetcápa halember, ismert a Tenger Lovagja és a Tenger Első Fiaként is. Nagyon empatikus, átérzi mások fájdalmát és a békességre törekszik, a Fishman Karate -halember karate- mestere. A hét shichibukai egyik tagja volt, de az Impel Downba zárták mivel megtagadta a Világkormányzat parancsait. Luffy kiszabadította a börtönből, aki hálából az ő oldalán harcolt. A Nap kalózok kapitánya volt, onnan kilépett és csatlakozott Big Mom kalózaihoz. Miután Luffyék elhagyják a Halszigetet, ígéretet tett, hogy később csatlakozni szeretne hozzájuk. Miután a Nap kalóz kapitányaként kilépett, csatlakozott Big Mom kalózaihoz. A Sütemény szigeten a "teapartin" elhagyta a Big Mom kalózokat egy szakéval jelezve, rögtön csatlakozott a Szalmakalapos kalózokhoz mint tizedik tagként. Jelenleg vérdíja 1 milliárd 100 millió berry.

## Világkormány
A Világkormányt 20 király hozta létre 800 évvel ezelőtt és a Gorosei irányítja. A Világkormány képviseli a legnagyobb erőt a One Piece világában, olyan kisebb szervezetekből áll, mint a Shichibukai és a titkos osztagok pl. a CP9, továbbá az Kormány kezében van a tengerészet, amit a 3 admirális és Sengoku flotta admirális irányít.

### Világkormány tagjai
Imu: A legnagyob hatalommal bíró szereplő a világban.  Létezése el van titkolva a világ elől, csak néhányan, köztük a Gorosei tud a létezéséről. A Mennyei Sárkányoknak hívott nemesek városában, Mary Geosie-ban a Pangeae Kastélyban lakik. Utalnak rá, hogy az már több mint 800 éves, mert felismerte Joyboy hakiját, aki 800 évvel ezelőtt élt.
Gorosei: Öt idős, bölcs ember, akik közvetlen Imu alatt szolgálnak. A világ úgy tudja, hogy ők uralkoznak és hozzák a törvényeket. Mind az öten képesek legendás lényekké átváltozni és regenerálni a testüket ha megsérül.

### Tengerészet
Sakazuki: A 3 admirális egyike később a Tengerészet vezetője, beceneve Vörös Kutya (Akainu). Lávából/magmából van a teste. Kegyetlen és mindig a „nagyobb jó” érdekében cselekszik. Ace kivégzésekor meg akarta ölni Luffy-t, de Ace az élete árán megmentette őt. Ezt látva Fehérbajusz rátámadt és könnyedén le is győzte, de a csatában Akainu leégette Fehérbajusz fejének a nagy részét. Később a Feketeszakállnak szánt hajóra megy, hogy végezhessen vele, de az elmenekül.
Kuzan: A 3 admirális egyike, beceneve Kék Páva (Aokiji). Általában alszik vagy ha épp nem és dolga sincs, akkor biciklizik. Jég képességei vannak egy Démongyümölcs elfogyasztásának hála. Bármit és bárkit képes megfagyasztani, akár a tenger egy részét is. Legelső megjelenésekor segít Luffyéknak, majd könnyedén legyőzi az összes Szalmakalapos kalózt. Ace kivégzésén Fehérbajusszal és annak több emberével is szembe kerül. Sengoku lemondása után őt akarják kinevezni a flotta admirálissá, de mivel Akainu legyőzte, így ő lett a flotta admirális. Ezután Aokiji elment a tengerészettől, mert nem akarta Akainut szolgálni.
Borsalino: Ő a 3. admirális, beceneve Sárga Majom (Kizaru). Ő volt aki Luffy előtt letartóztatta Arlongot. Mindig gondtalannak, nemtörődömnek tűnik. A teste fényből épül fel és képes a fény sebességén mozogni, hála az elfogyasztott Démongyümölcsnek. A Sabaody Archipelagon több, mint 400 kalózt tartóztatott le. Ace kivégzésén többször is szembe került Luffyval.
Fujitora: Miután Aokiji otthagyta a tengerészetet, őt nevezték ki admirálisnak. Képességével a gravitációt tudja szabályozni. Fontos tulajdonsága, hogy mivel nem akarja látni a világban folyó mocskos dolgokat, megvakította magát. Szereti a szerencsejátékokat, és az a célja hogy a Shichibukai rendszert eltörölje. Ezért nem csinált semmit Doflamingo ellen, hogy a világnak megmutassa milyen veszélynek van kitéve a rendszer miatt. Miután a Szalmakalaposok legyőzték Doflamingot, Fujitora leborult Dressrosa egykori (és új) királya előtt,bocsánatát kérve, úgy hogy a szomszédos szigeteknek közvetítették. Miután ez bejárta a világot Akainu felszólította,hogy kapja el a szalmakalapost, vagy nem mehet be a tengerészeti vezetőségbe.
Monkey D. Garp: Ő Luffy nagyapja és a Tengerészet egy kiemelkedő tagja. Ő a hős, aki elfogta Gol D. Rogert és Arany oroszlán Shikit, a 2 hírhedt kalózt, Az Ökölnek is nevezik. Luffyt miután az apja elhagyta, Garp a hegyi banditákra bízta és kérte tőlük, hogy erős embert neveljenek belőle, mert egy nap magas pozíciót fog betölteni a tengerészetnél. Luffy ezen a helyen találkozott és barátkozott össze Ace-szel és Sabóval, akikkel testvéreknek fogadták egymást. Garp Ace halála után lemondott al-tengernagy posztjáról és vissza akart vonulni, de megkérték, hogy ha vissza is vonul, maradjon és tanítsa a fiatal generációt.
Sengoku: A Tengerészet vezetője, a flotta admirális, a nagy stratéga, beceneve Buddha. Minden fontos dologról tud és bármit megtehet, csak Kong és az Öt Rangidős Csillag áll fölötte. Démongyümölcs képessége, hogy hatalmas aranyszoborrá tudja változtatni testét, így megnövelve fizikai erejét. Ő és Garp győzték le Aranyoroszlán Shikit, így hősök lettek. Ace kivégzésén ő mondja el az embereknek, hogy Ace apja Gold Roger volt, Luffyé pedig a hírhedt forradalmár, Dragon. Garphoz hasonlóan ő is visszalép tisztségétől és Aokijit javasolja utódjának.
Smoker: A Tengerészet egyik kapitánya, a Grand Line bejáratánál lévő szigeten, Loguetownon állomásozik, hogy elfogja azokat a kalózokat, akik a Grand Linera lépés előtt megállnak itt felkészülni. A fegyvere egy kétágú bot, ami Tengerkőből készült és a logia típusú Démongyümölcs képessége, hogy füstté tudja változtatni a testét. Mindig szivarozik, általában kettőt szív egyszerre, így a sok füst és a Démongyümölcs képessége miatt A Fehér Vadásznak nevezik. Egyszer különös hírt kapott városában: Buggy a bohóc elfogta Szalmakalapos Luffyt és a főtéren épp kiakarja végezni. Smoker úgy döntött elfogja az összes ott lévő kalózt. Azonban azoknak sikerült elmenekülniük. Smoker nem akart kudarcot vallani, ezért elhatározta, hogy azok akárhová is mennek ő utánuk megy. Így jutott el ő is a Grand Linera Luffyt üldözve. Jelen van a Crocodile elleni harcnál is, majd megküzd Aceszel, de alul marad. Később annak kivégzésén láthatjuk, majd a harc után Aokijitől kéri, hogy a G5 szektorba mehessen, ami az Új Világban található. Ugyanis úgy véli, hogy Luffy oda tart és ő minél közelebb akar hozzá lenni, hogy elkaphassa.
Hina: A tengerészet egy kapitánya és Smoker barátja. Fekete Ketrec Hinanak is nevezik képessége miatt, ugyanis ellenfele teste köré fekete vaskarikát tud létrehozni, így meggátolva azt a mozgásban. A karjait is meg tudja nyújtani és ketrecet formálni belőle. Ő juttatta Bon Clay és Mr. 3-at is Impel Downba.
Tashigi: Smoker alatt szolgált Loguetownban, és amikor Smoker Luffy után indult a Grand Linera, Tashigi követte őt. Részt vett Alabastában a Crocodile elleni harcban, a Marinefordi háborúban a Fehérbajusz Kalózok ellen és két évvel később Punk Hazardon a Ceasar Clown elleni harban. Tashigi egy katanát használ a harcban.
Coby: Tengerész altiszt, Helmeppoval szolgál Garp alatt. Ő a legelső, akivel Luffy találkozik a történetben. Coby kiskorában horgászni indult, de Lady Alvida kapitány elrabolta őt és kényszerítette, hogy kalózhajóján dolgozzon. Miután Luffy legyőzte Alvidat, Coby vele tartott, majd csatlakozott a Tengerészethez. A Fehérbajusz kalózok elleni harc közben ébred fel benne a Haki képessége, amivel az al-admirálisok harcolnak.
Helmeppo: Baltakezű Morgan kapitány semmirekellő fiaként ismerhettük meg, aki apja városában akármit megtehet, mivel az emberek rettegtek Morgantől. Az ő kérésére fogták el és akarták kivégezni Zorot is a történet elején. Miután Luffy legyőzte Morgant, és megmentette Zorot, Helmeppo csatlakozott a Tengerészethez.
Fullbody: Vasöklű Fullbody-nak nevezik, Hina kapitány alatt szolgál barátjával, Jangoval. Mindketten beleszerettek a kapitányba és versengnek kegyeiért. Legelőször a Vöröslábú Zeff étterem hajóján mutatkozik, ahol Sanji kötözködni kezd vele, majd összeveri és kidobja az étteremből.
Jango: Ő volt a Fekete Macska kalózok legénységének első tagja. Kuro kapitány távozása után ő vette át a kalózbanda irányítását. Képessége, hogy egy hipnózisba tudja ejteni ellenfelét -nem Ördöggyümölcs képesség. Miután Luffyék Kurot és őt is legyőzték, megismerte Hina kapitányt, beleszeretett és csatlakozott a Tengerészethez, ahol Hina alatt szolgál. Vérdíja 9 millió berry volt.
Pacifista: Vegapunk által készített robotok, akiket Kumáról mintáztak, amelyek majdnem olyan erősek, mint az igazi. Több százat készítettek belőle és a Sabaody Archipelagon, illetve a Fehérszakáll kalózok elleni harcban vetették be őket. Kinézetre ugyanolyanok, mint Kuma, annyi kivétellel, hogy nincs náluk a Biblia.

### Shichibukai
A Shichibukai tagjai mind kalózok voltak, de a Világkormány oldalára álltak. Cserébe minden kalózként elkövetett bűneiket eltörölték . Őket tartják a legerősebb kalózoknak a Yonkou után.
Dracule Mihawk: A legerősebb kardforgató és a 7 shichibukai egyike, Sólyomszeműnek is nevezik, mivel szeme egy sólyoméra hasonlít. Az ő birtokában van a legendás Fekete Kard, ami a legerősebb mind közül. Zoro őt kereste, mivel le akarta győzni, hogy a legerősebb kardforgató lehessen. A Don Krieggel való találkozáskor bukkan fel Mihawk. Ő volt az, aki elpusztította Krieg hajóit. Zoro kihívja egy küzdelemre, de Mihawk a legkisebb kardjával – egy kés méretűvel – is könnyen legyőzi őt. Meghagyja Zoro életét és biztatja, hogy legyen erősebb. Ezután Ace kivégzésén láthatjuk újra, ahol Luffyra támad, de végül a Fehérbajusz kalózokkal kell harcolnia. A harcok után, mikor hazaérkezik kastélyába, Zorot és Moria egyik alattvalóját, Peronát találja ott. Segíteni akar Zoronak, de az nem hallgat rá. Később már elutasítja Zoro kérését, de mikor megtudja, hogy Zoro egy barátja, Luffy kérésére akar erősebbé válni, akkor segít neki. Kalózként vérdíja 600 millió berry volt.
Bartolomew Kuma: A 7 shichibukai kiborg tagja, beceneve Zsarnok. Hallgatag, a Világkormánynak engedelmeskedő exfelkelő, aki mindig a Bibliával járkál. Tartja a kapcsolatot Rayleighttal, ami arra enged következtetni, hogy lehet még mindig a felkelők oldalán van és álcázásképpen lett shichibukai. Moriat látogatta meg, amikor Luffyék annak hajóján voltak. Moria veresége után azt a feladatot kapta, hogy mindenkit öljön meg a Thriller Bark-on. Luffyval akarta kezdeni, mivel ő a Szalmakalapos kalózok vezére, de Zoro képes lett volna érte feláldozni a saját életét. Kuma Luffy testéből "kivette" a fájdalmat és fáradtságot, majd áthelyezte Zoroba, aki kis híján belehalt. Később a Shabandony Archipelagon a Szalmakalap kalózokat legyőzte és szétszórta őket különböző szigetekre. Kuma egy kiborg és több klónt is készítettek belőle, továbbá kiderül, hogy régebben Dragon és Ivankov társa volt. Hogy melyik oldalon áll kétséges, mivel Rayleightal fontos információkat közölt. A 2 éves időugrás után derül ki, hogy Dr. Vegapunk teljesen egy gépezetté alakította át -így lényegében meghalt. Utolsó kívánsága az volt, hogy Vegapunk telepítsen egy programot a memóriájába, aminek hatására addig védelmezi a Szalmakalap kalózok hajóját, amíg azok vissza nem térnek hozzá. Felkelőként vérdíja 296 millió berry volt.
Donquixote Doflamingo: A 7 shichibukai tagja, Dressrosa volt királya és a Donquixote kalózcsapat vezére. Gondoktól mentes, mindig önfeledt és szereti a veszélyt, de ugyanakkor hirtelen haragú. Kalózkorában a Tenger Söpredékének nevezték. A Shabandony Archipelagon övé volt a rabszolgapiac. Az Démomgyümölcs képessége, hogy az ujjai végéből húrokat lő ki, amivel tud támadni, a felhőkön repülni, de más embereket irányítani is. Vérdíja 340 millió berry. Trafalgar Law megzsarolta, hogy mondjon le Shichibukai rangjáról, amit meg is tett, de kiderült, hogy csak átverés volt. Az alvilágban kereskedelmi kapcsolat fűzi Kaido-hoz, az egyik Yonko-hoz, akinek mesterséges Ördöggyümölcsöket készít és ad el. Luffy legyőzte őt és ezáltal megfosztották Shichi bukai címétől és Dressrosa vezetésétől.
Boa Hancock: A shichibukai egyetlen női tagja. A női Kuja kalózok kapitánya és Amazon Lilly uralkodója, Kalózkirálynőnek nevezik. Kiskorában két testvérével együtt eladták rabszolgának. Gazdáik arra kényszerítették őket, hogy Ördöggyümölcsöt egyenek, így képessége, hogy kővé tudja változtatni az embereket. Mikor megismerkedik Luffyval meg akarja őt ölni, de később beleszeret és mindenben segít neki, hogy megmenthesse Acet. Vérdíja 80 millió berry volt.
Gecko Moria: A 7 shichibukai egyike. Képessége, hogy el tudja venni mások árnyékát és ezután használni tudja az áldozata erejét. Ezt felhasználva zombikat hozott létre, akikbe különböző emberek árnyékát ültette, így a zombik képesek használni az árnyék tulajdonosának harci stílusát. Hajója a Thriller Bark, ami olyan nagy, mint egy sziget. A Szalmakalap kalózokat csapdába csalta, hogy megszerezhesse Luffy árnyékát, ami sikerült is neki. Moria a Luffy elleni harcban 1000 árnyékot szívott magába, de nem tudta irányítani őket és így Luffy legyőzte.Címét nem vették el, mert nem akarták nyilvánosságra hozni, hogy Luffy még egy Shichibukait győzött le. Utoljára akkor láthatjuk, mikor Doflamingo a pacifistákkal legyőzi őt és közli vele, hogy már nem elég erős, hogy shichi bukainak nevezze magát. Később az újság úgy ír róla, hogy a Fehérszakáll kalózok elleni küzdelemben életét vesztette, de erről kiderült, hogy nem igaz. Mostanában az Újvilágban bujkál. Kalóz korában vérdíja 320 millió berry volt.
Crocodile: A 7 shichibukai egyike volt, Arabasta hősének tartották, ám titokba egy alvilági szervezetet vezetett. Miután Vivi, Arabasta hercegnője rájött erre, a Szalmakalaposok segítségét kérte. Megette a homok gyümölcsöt, így kiszárította egész Arabastát, amit később szervezete segítségével a királyra Cobrára fogott. Miután Luffy legyőzte őt, megfosztották Shichibukai címétől és bezárták az Impel Downba. Bár a tengerészet nem hozta nyilvánosságra hogy Luffy győzte le őt, hanem Smoker kapitányt tüntették ki érte. -Több lejjebb-
Buggy: Buggy kalózok kapitánya, a legjobbak háborúja után választották be a shichi bukaiok közé. -Több lejjebb-
Feketeszakáll: Marshall D.Teach, Fehérbajusz egykori matróza, később a Feketeszakáll kalózcsapat kapitánya. Miután elvitte Ace-t a tengerészetnek Shichibukaiok közé választották. Ezt csak arra használta hogy beengedjék a Impel Downba és eltudjon magával vinni pár rabot. -Több lejjebb-
Edward Weevil : "Ifjabb Fehérbajusz". Edward "Fehérbajusz" Newgate önjelölt fia aki bosszút esküdött Feketeszakáll ellen aki megölte az "apját".Hihetetlen erővel bír ámde nagyon nyámnyila,anyja irányítása alatt áll.

### Impel Down
Impel Down a legszigorúbban őrzött börtön a One Piece világában. A Tengerészet 3 fő szigetéből az egyik. A másik kettő : Marineford, ami a Tengerészet központja és Enies Lobby, ahol a bűnösöket ítélik el. Impel Downban 6 szint van, a legelső van legközelebb a felszínhez, míg a 6. a legmélyebb helyen. Az 1. szinten vannak a legártalmatlanabb rabok, a 6-on pedig a legveszélyesebbek, pl. Ace, Jimbei, Crocodile.
Magellan: Impel Down igazgatója. Ördöggyümölcstől kapott képessége, hogy méregből van a teste, így minden méregre immunis és másokat meg tud mérgezni. Luffyt könnyedén legyőzi és a többi szökött rab közt sincs ellenfele, Ivankovot is minden nehézség nélkül legyőzte. Luffynak Mr.3 segítségével sikerül lelassítania őt és így el tudnak menekülni a többi szökevénnyel együtt. Magellan mikor ezt meghallja, egy hajót kér, hogy a nyomukba eredhessen.
Hannyabal: Magellan helyettese. Nagyon ambiciózus, megpróbál mindent a lehető legtökéletesebben végrehajtani, hogy egy nap ő vehesse át Magellan helyét. Mindig kegyetlennek és keménynek mutatkozik a rabok és börtönőrök előtt is, akik ezért csodálják. A börtönben Luffyval harcolt, de vereséget szenvedett.

### Chiper Pol 9
A Chiper Pol a Világkormányzat titkos hírszerző-fejvadász osztaga. A legerősebb osztag a Chiper Pol 9, rövidítve CP9. Az ún. Rokushiki – Hat Erő – harcművészet legjobbjai. A 6 technika emberfeletti erővel bír, támadásra és védekezésre használják. Feladatuk, hogy telepedjenek le Water Sevenben, férkőzzenek Iceberg közelébe és a megfelelő pillanatban lopják el annak terveit. Később kiegészítik megbízásukat: kapcsolatba kell lépniük Nico Robinnal, majd rávenni őt az együttműködésre és végül Frankyvel együtt Enies Lobbyba vinni, hogy ítélkezzenek felettük. Hiba nélkül végrehajtják az összes feladatot.
Spandam: A CP9 főnöke és a régi főnök, Spandine fia. Apjához hasonlóan nem jártas a harcban, azt beosztottjaira hagyja. Az ő feladata, hogy tartsa a kapcsolatot a CP9 többi tagja és a Világkormányzat között. Arca felét egy maszk takarja, az is kiderül, hogy miért. Mikor átvette az osztag vezetését, elfogatta a legendás hajóépítőt, Tomot, akit szinte rögtön elfogása után megöltek, mert az rájuk támadt. Az ekkor még gyerek Franky látva ezt Spandamra támadt és összezúzta az arcát. Spandam mindig magával hord egy kardot, ami Ördöggyümölcs képességgel rendelkezik. A kard egy elefánttá tud átváltozni, ami követi Spandam utasításait. Enies Lobbyban mikor egyedül marad Frankyvel, az ismét csúnyán ellátja a baját.
Rob Lucci: Lucci először Iceberg hajóépítőjeként tűnik fel és mindig a vállán ülő galamb beszél helyette. Azonban később kiderül, hogy a CP9-nek a valaha élt legerősebb tagja. Múltjáról annyit lehet tudni, hogy kisgyerek kora óta a harcra képezték, majd be kellett épülnie egy kalózbandába. A kalózbandán rajta ütöttek a tengerészek, akik nem tudták, hogy Lucci beépített ember, azért rá is tüzet nyitottak. Lucci a Tekkai technikának hála túlélte a golyózáport, majd vad öldöklésbe kezdett. Az Ördöggyümölcs megevése után olyan képességet kapott, hogy leopárddá tud változni, ami megnöveli erejét, sebességét, állóképességét és felgyorsítja gyógyulását. Enies Lobbyban Lucci megküzdött Luffyval, közel egy szinten álltak, de végül vereséget szenvedett. A vereség után társai elmenekítették a szigetről és pénzgyűjtésbe kezdtek, hogy meggyógyíthassák.
Kaku: Hegyi Szélnek becézik gyorsasága miatt. A Galley-La Company hajóépítőjeként ismerjük meg, ez azonban csak álca. Ő vizsgálta meg Luffyék hajóját és ajánlotta fel egy új vásárlását. Osztaga akciójáig úgy tűnt, hogy tényleg Iceberg oldalán áll, de kiderült az igazság, amin mindenki meglepődött. A sikeres munkáért Spandamtól kapott egy Ördöggyümölcsöt, aminek hála zsiráffá tud átváltozni, képességei Lucciéhoz hasonlóak. A CP9 2. legerősebb tagja nem sokkal megelőzve Jabrát. Ő is kardforgató, a négykezes technika alkalmazója és Zoroval kell megküzdenie, azonban alulmarad.
Kalifa: Iceberg titkárnőjeként mutatkozik be és az mindvégig megbízik benne. Ő a CP9 egyetlen női tagja, de a leggyengébb is egyben. A sikeres munkáért Spandam őt is Ördöggyümölccsel jutalmazta meg. Képessége, hogy ellenfele testrészeit, vagy egész testét szappanbuborékká tudja változtatni. Először legyőzte Sanjit, mivel az sose bántana egy nőt, majd Namival találta szembe magát és vereséget szenvedett.
Blueno: Álcaként egy water seveni kocsmát üzemel, az osztag 4. legerősebb tagja. Úgy látszik nagyon jó barátok Frankyvel, aki gyakran látogatja kocsmáját, de később kiderül, hogy csak információszerzés végett barátkozott vele. Az Ördöggyümölcs olyan képességet adott neki, amivel akárhová képes ajtókat rakni, így akár a falon is átmenve. Enies Lobbyban ő volt Luffy első ellenfele, de vereséget szenvedett.
Jabra: Nem vett részt a küldetésben, mivel Kumadorival és Fukuróval egy pár felkelőt kellett eltenniük láb alól. Ő az osztag 3. legerősebb tagja, kicsivel lemaradva Kaku mögött. Nagyon felidegesítette mikor megtudta, hogy Kaku erősebb lett nála, mivel a csapat kettéválása előtt ő volt a 2. a rangsorban. Mocskos trükkökhöz nyúl harc közben, pl. eljátssza Sanjival, hogy ő mennyire utál harcolni és minden feltétel nélkül átadja neki az általa őrzött kulcsot, majd mikor Sanji háttat fordít, ő egyből rátámad. Farkassá tud átváltozni az Ördöggyümölcs miatt, képességei Lucciéhoz hasonlóak. Ő az egyetlen Rokushiki harcos, aki képes a védekező technika, a Tekkai használata közben mozogni, azonban Sanji így is legyőzi őt.
Kumadori: Az erőrangsorban Blueno után következik. Nagyon ragaszkodik a szamuráj törvényekhez, többször is megpróbálja kivégezni magát, de ilyenkor akarata ellenére is használja a Tekkait és nem hal meg, így eléggé nevetséges figurává válik. Ő a CP9 legkülöncebb tagja, nagyon hangosan és különösen beszél, sokszor ismétel meg szavakat és gyakran felkiált: „YOYO!!”. Tudja használni a Rebirth – Újjászületés – technikát, aminek segítségével haját életre keltve harcol. Továbbá khakkharat – buddhista papok botja, amivel imádkoznak és fegyverként is használhatják – használ, amivel tüzet tud létrehozni. Chopper győzte le.
Fukuro: A csapatban csak Kalifától erősebb. A Csendesnek és a Szóbeszédek Szerelmesének is nevezik. Második beceneve onnan jön, hogy folyton csak beszél mindenféle dologról. Ezért becipzárolták a száját, innen jön első beceneve. Ő az, aki felméri társai erejét és felállítja az erőrangsort. Főként 2 Rokushiki technikát alkalmaz, a Shigant -egy erőteljes szúrás az ujjával – és a Sorut – egy gyors mozgási technikát, ami olyan, mintha teleportálna. E 2 technikából építi fel sajátos küzdőstílusát, felgyorsulva eltűnik, majd az ellenség háta mögül támad. Továbbá az álcázás mesterének vallja magát, de Luffyék mindig felfedezik, hol bujkál. Egy elég hosszú harcban Franky győzi le.

## Kalózok
A One Piece világában mindenhol jelen vannak a kalózok, a Kék tengereken és a Grand Lineon is. Vannak olyan kalózbandák, amelyek békésen élnek egymás mellett, nem jelentek egymásra veszélyt, de a legtöbbjük ellenséges és olyanok is akadnak, akik arra utaznak, hogy minél több kalózbandát semmisítsenek meg.

### Négy Yonko
A Négy Yonko a Grand Line második felén, az Újvilágban uralkodó négy kalózkapitány. Ez a 4 kapitány: Edward Newgate (Fehérbajusz), Shanks, Kaido és Big Mom. Fehérbajusz halála után a helyét Marshall D. Teach (Feketeszakáll) vette át.

#### Szörny kalózok
Kaido: Nem sokat lehet tudni Kaidoról. Kegyetlen kalóznak mondják, aki 10 évvel ezelőtt elpusztította Gecko Moria legénységét és Shanksszel is meg akart ütközni. Ace kivégzésekor azt tervezte, hogy Fehérbajuszra támad, aminek hírére Shanks meg akarta akadályozni. Shanks sikerrel járhatott, mivel Kaido nem jelent meg Marineford -ban, viszont nem tudjuk pontosan, hogy mi történhetett közöttük.Rengetegszer próbált meghalni,próbálták kivégezni de ez egyszer sem sikerült.Rengeteget iszik és ekkor személyisége elég ingadozó lesz.Elsőnek az Új világban Kiddéknél jelenik meg. Ő a főgonosza a Wano ország arcnak. Jelenlegi vérdíja: 4,611,100,000 berry.
King: Kaido jobbkeze, aki 34 évvel ezelőtt szabadított ki egy laboratóriumból. A majdnem kihalt lunari fajhoz tartozik. A mítikus zoan Démongyümölcs képessége, hogy Pteranodonná tud változni. A vérdíja 1,390,000,000 berry. 
 Jack : Jack "az aszály" Kaido jobbkeze.A mítikus zoan Démongyümölcse segítségével képes mamuttá változni.E lég önfejű és vakmerő,sokszor gondolkodás nélkül veti be magát a csatába. Nagy szerepe volt a mink törzs elleni támadásban. A vérdíja 1 milliárd berry.

#### Big Mom kalózok
Charlotte Linlin (Big Mom): A Big Mom kalózok kapitánya és az egyetlen női Yonko. Fehérbajusz halála után ő vette oltalma alá a sellők szigetét, akik a védelemért édességgel fizetnek neki. Főbázisát Teljes Torta szigetnek nevezik (Whole Cake Island).85 gyereke van (39 lánya és 46 fia) és 43 férje van. Démongyümölcse a lélekgyümölcs mellyel képes más élőlények lelkét elvenni és beletenni más élettelen tárgyakba vagy állatokba. A vérdíja 4,388,000,000 berry.
Baron Tamago : Big Mom egyik ismertebb embere aki a Hosszúlábú törzsből származik. Pekoms társa. A Halemberek szigeténél tűnik fel először, ahol a havi cukoradagot kell beszednie.Később Sanji kísérője lesz a Totland arc elején.
 Pekoms : Big Mom másik legismertebb tisztje.A Minkek törzséből származó oroszlán mink.Démongyümölcse segítségével képes teknőssé alakulni. Tamago társa. A Halemberek szigeténél tűnik fel először ahol a havi cukoradagot kell beszednie.Később Zoun tűnik fel hogy elvigye Sanjit Big Momhoz de mivel Capone Bege gyengének tartja lelövi.Később emiatt segít a Szalmakalaposoknak eljutni Big Momhoz.Ott Bege újra elfogja és belelövi a tengerbe. Vérdíja 330 millió berry.
Bobbin: Bobbin Big Mom egyik embere.Valószínűleg karddal harcol de nem sokat tudunk még róla.
Randolph : "Daru lovas" Randolh egy nyúl Big Mom legénységében aki a lélekgyümölcs segítségével emberi képességekre tett szert. Egy darun lovagol.
Charlotte Cracker : "Ezerkar" Cracker Big Mom egyik embere és a 10. fia.Tagja Big Mom "3 Édesség Parancsnokának". Keksz gyümölcsének segítségével képes több kekszkatonát készíteni és azokat kedve szerint irányítani. Vérdíja 860 millió berry. A körözési plakáton az egyik kekszkatonájának a képe van.
Charlotte Smoothie : Big Mom 14. lánya és az egyik "édesség parancsnoka".Kegyetlen és nem nagyon törődik másokkal.Vérdíja 932 millió berry.
Amande : "Démon hölgy" Amande egy kegyetlen nő Big Mom legénységében aki egy Shiauo nevű karddal harcol.
Charlotte Mont-d'Or : Big Mom 19. fia.Képessége a könyvekkel van kapcsolatban.
Charlotte Galette : Big Mom 18. lánya.Képessége a vízzel van kapcsolatban.
Charlotte Opera : Big Mom 5. fia.Képessége valamilyen krémmel van kapcsolatban.
Zeus : Big Mom képességével kreált felhő homie.
Prometheus : Big Mom képességével kreált nap homie.
Katakuri : Big Mom 3. "édesség" parancsnoka. Vérdíja 1 milliárd 57 millió berry.

#### Fehérbajusz kalózok
Fehérbajusz Gold Roger és Gold Lion Shiki halála után lett igazán híres és hirhedt. Hatalmas kalózflottát hozott létre. Emberei mind tisztelik és a fiatalabbak apjukként tekintenek rá, olyanok, mint egy nagy család. Mivel legénysége rengeteg emberből áll, osztagokat hozott létre, amiket legerősebb emberei irányítanak. Fehérbajusz legfontosabb szabálya az, hogy a hajóin egyik embere sem ölheti meg a másikat. A főhajó neve Moby Dick.
Edward Newgate: Közismertebb nevén Fehérbajusz. Ő a világ legerősebb embere, de közel jár a halálhoz, mivel már 72 éves és súlyos beteg. Az Ördöggyümölcs megevésének hála földrengést tud létrehozni. Régebben legyőzte Acet és annak legénységét, majd megkérte őket, hogy csatlakozzanak hozzá. Mikor megtudta, hogy Ace Gold Roger fia, elhatározta, hogy kalózkirályt farag belőle. Ace kivégzésén ő vezette a hatalmas kalózsereget és Aokiji admirálist is legyőzte. Miután látta, hogy Ace az élete árán megmentette Luffyt, akkor elhatározta, hogy megvédi azt és a többi kalózt is. Egy földrengéssel elvágta a kalózok útját, megparancsolta nekik, hogy vonuljanak vissza és egyedül szállt szembe az összes ellenséggel. Először Akainut, majd Feketeszakállt is súlyosan megsebesítette, de végül belehalt sérüléseibe, viszont így is állva maradt. Nem dölt össze, hanem az élettelen teste továbbra is állt büszkén. A vérdíja 5,046,000,000 berry volt.
Portgas D. Ace: Luffy nem vér szerinti testvére. Mikor kihajózott a tengerre, az általa létrehozott Spade -Pikk- kalózok kapitánya lett. Miután megevett egy Ördöggyümölcsöt, tűz képességekre tett szert és felajánlották neki, hogy csatlakozzon a shichi bukaihoz, de ő visszautasította. Egy nap Fehérbajusz legyőzte őt és legénységét. Ace csatlakozott Fehérbajuszhoz, de szinte minden nap megpróbálta megölni. Mikor rájött, hogy próbálkozásai hiábavalóak, elfogadta Fehérbajuszt kapitányként, megkedvelte és apjának nevezi. Tervei közt szerepelt, hogy kalózkirályt csinál belőle. Ace a 2. osztag kapitánya lett és mikor egyik "beosztottja", Feketeszakáll megölte a 4. osztag kapitányát, akkor elhatározta, hogy a nyomába ered és bosszút áll. Azonban terve kudarcba fulladt és Feketeszakáll átadta őt a Tengerészetnek. Kivégzésén mondja el Sengoku, hogy Ace valódi apja Gol D. Roger, a kalózkirály volt. A kivégzésén kitörő harcban Luffy kiszabadította őt, de nem sokkal ezután életét vesztette. Vérdíja 550 millió berry volt.
Marco: Nyugodt, illemtudó embernek ismerjük meg. Ördöggyümölcstől kapott képessége különleges, mítikus zoan típusú, egy főnixszé tud átváltozni, innen ered beceneve: Marco a Főnix. Az 1. osztag kapitánya, Fehérbajusz helyettese. Természetesen ő is részt vett Ace megmentésén, de Akainun nem tudta magát átverekedni. Fehérbajusz halála után ő vette át a Fehérbajusz kalózok irányítását. A osztagokat Fehérbajusz szigeteire küldte, hogy védjék meg azokat. Vérdíja 318 millió berry.
Jozu: Gyémánt Gozunak hívják, ugyanis testét gyémánt keménységűvé tudja változtatni, ami olyan erős, hogy Mihawk csapását is könnyedén hárítja, illetve képes a Haki használatára. A 3. osztag kapitánya. Ace kivégzésén először Crocodilera támadt, mivel az meg akarta ölni Fehérszakállt, majd Aokiji teljesen megfagyasztotta, így nem tudott tovább harcolni.
Thatch: A 4. osztag kapitánya volt. Ő volt az első a fedélzeten, aki barátkozni próbált Aceszel. Később barátok lettek. Egy nap megtalálta a Feketeszakáll által keresett Ördöggyümölcsöt, de nem ette meg egyből, mivel először ki akarta deríteni miféle erőt kaphat tőle. Este Feketeszakáll megölte és elmenekült a zsákmánnyal.
Vista: Az 5. osztag kapitánya, beceneve Virágos Kard, egy világszerte ismert és elismert kardforgató, illetve tudja használni a Hakit. Ace kivégzésén Mihawkra támad, kíváncsi, hogy Mihawk mennyivel erősebb nála. A harcnak nem lett győztese, de egyik fél sem kerekedett felül.

#### Vöröshajú kalózok
A Vöröshajú kalózok a legelső kalózbanda, amelyet megismerhetjük. A történet elején sokszor kötnek ki Luffyék városában. A Vöröshajú kalózok legtöbbször az Új Világban tartózkodnak, kapitányuk Shanks, hajójuk neve Red Force – Vörös Erő.
Shanks: Haja színéről Vöröshajú Shanksnek nevezik. Barátságos, nyugalmat kedvelő kalóz. Luffy jó barátja, ő mentette meg még kiskorában egy óriás haltól, ami bal karjába került. Fiatalabb korában Gold Roger hajóján szolgált, Buggyval együtt, majd Roger halála után megalapította saját kalózbandáját. Képzett kardforgató, ezt az bizonyíja, hogy Mihawkkal többször is megküzdöttek egymással és egyenlő felekként harcoltak. Egyszer Fehérszakállt is meglátogatta, hogy megkérje hívja vissza hajójára Acet, hogy az nehogy galibát okozzon. A legerősebb Hakit képes használni, már jelenléte is megbénítja a gyengébb embereket. Megjelent Ace kivégzésén és véget vetett a kirobbanó harcnak, majd eltemette Fehérbajuszt és Acet. Vérdíja 4,048,900,000 berry.
Ben Beckman: A Vöröshajú kalózok legénységének első tagja. Ő a legénység legkomolyabb tagja. Sokszor csodálkozik Shanks reakcióin, mint pl. amikor a 7 éves Luffyt elrabolták és Shanks pánikba esett; mikor a részeg Shanks még többet ivott vagy mikor Mihawk híreket vitt neki Luffyról. Fegyvere egy flintlock puska, amit többször használ ütésre, mint lövésre. Úgy tűnik, valamilyen különleges képessége van, ami a fegyverhez kötődik, ugyanis mikor fegyverét Kizaru fejéhez szegezte, az nem harcolt tovább, holott logia típusú Ördöggyümölcsöt evett.
Yasopp: A Vöröshajú kalózok mesterlövésze és Usopp apja. Mindig megpróbálja jókedvre deríteni társait. A történet elején sokat mesélt Luffynak Usoppról, így az később felismerte a fiút. Yasopp szeretett Luffy társaságában lenni, mivel az egyidős Usoppal, akit el kellett hagynia. Azt beszélik róla, hogy le tudja lőni egy hangya csápját 100 láb távolságról.
 Lucky Roo : Nagydarab férfi aki mindig eszik. Pisztollyal harcol.

#### Feketeszakáll kalózok
Feketeszakáll miután elhagyta Fehérszakáll hajóját, Mock Townba utazott újdonsült legénységével. Csatlakozni akart a shichibukai soraiba, azonban ehhez egy nagy dobásra volt szüksége. Először azt tervezte, hogy átadja Luffyt a Tengerészetnek, azonban ez meghiúsult. Kapóra jött neki, hogy Ace rá vadászik, Luffy helyett őt fogta el és adta át. Az Impel Downból több, hirhedt kalózt is kiszabadított és a saját oldalára állított. Hachinosu (Kalóz Sziget) a főhadiszállásuk. 
Marshall D. Teach: Feketeszakáll néven vált ismertté. Fehérbajusz kalóza volt. Tudomást szerzett egy különleges Ördöggyümölcsről, de sehol sem találta. Egyik nap arra lett figyelmes, hogy Fehérszakáll 4. osztagának kapitánya, Thatch megtalálta ezt a gyümölcsöt. Este Feketeszakáll megölte őt és elmenekült a zsákmánnyal, így övé lett a legerősebb Ördöggyümölcs képesség. Létre tud hozni egy feketelyukat, ami mindent elnyel; egy örvénnyel magához tudja rántani az embereket, akiknek így egy időre megszűnik az Ördöggyümölcstől kapott képessége, illetve el tudja nyelni mások képességeit. Shichibukai akart lenni, így elfogta Acet és átadta a Világkormányzatnak. Fehérszakáll halála után magába szívta annak földrengést előidéző Démongyümölcsét, így már 2 ritka és erős képességgel rendelkezik. Ekkor kilépett a shichibukaiból, aminek segítségével közelebb került céljai eléréséhez, majd elfogja az egyik szupernovát, Bonneyt, akit át akart adni a Világkormányzatnak egy hadihajóért cserébe, de Akainu keresztülhúzta elképzeléseit, így menekülnie kellett. A két éves időugrás közben Fehérszakáll után ő lett a negyedik Yonko és bandájával elkezdtek erős Ördöggyümölcsök után kutatni. A két év alatt a vérdíája nulláról 3,996,000,000 berryre emelkedett.
Jesus Burgess: Beceneve Bajnok, ő a kormányos. Egy nagydarab ember hatalmas fizikai erővel, képes egy egész hotelt messzire eldobni. Folyton véletlenszerűen kiválasztott emberekkel akar harcolni, hogy bebizonyítsa ő a legjobb. Dressrosában az arénában indul a Tűz Ördöggyümölcsért, ami Ace-é volt, meg is nyerte az első fordulót, de az utolsó fordulóban Sabo megette a Démongyümölcsöt, mielőtt megszerezhette volna.
Van Auger: Szuperszonikusnak nevezik, Feketeszakáll legénységének tagja, fegyvere egy hosszú puska. Nyugodt természetű és hisz a sorsban, hűséges kapitányához. Elképesztően jól bánik fegyverével, már mérföldekről képes eltalálni célpontját.
Doc Q: Mindig egy lovon utazik, akit Erősszívnek hív. A ló és ő is nagyon le van gyengülve, alig bírnak menni, mindig köhögnek és betegek. Doc Q a Feketeszakáll kalózok doktora, megszólítása A Kaszás. Ő is hisz a sorsban és a szerencsében. Mock Townban ismerjük meg, mikor egy almával teli kosarat tol Luffy elé, hogy vegyen egyet, így akarja kideríteni, hogy Luffy szerencsés vagy sem. A kosárban ugyanis van olyan alma, ami bomba és ha ráharapnak, akkor felrobban. Megállapította, hogy Luffy szerencsés, majd otthagyta őket.
Lafitte: Feketeszakáll navigátora és kardforgató. A Nyugati Kék tenger egyik szigetén volt rendőr, de túlságosan kegyetlen és erőszakos volt, ezért száműzték. Jelenleg nagyon nyugodtnak tűnik, hiszi, hogy az álmok megvalósíthatóak. Egy eddig meg nem nevezett Ördöggyümölcsöt evett meg, amitől karjait szárnyakká tudja alakítani és a hipnózisra is képes.
Shiliew: Az Eső Shiliewjának nevezik. Magellannal együtt az Impel Down vezetői voltak. Azonban Shiryu egy szadista, imád gyilkolni és több rabot is megölt az Impel Downban, amit nem tűrhettek szó nélkül. Végül Magellan legyőzte őt és a börtön 6. szintjére zárták. Luffy behatolásakor az őrök szabadon engedték, hogy segítsen nekik, ő azonban megölte őket és csatlakozott Feketeszakállhoz. Kiderül az is, hogy képzett kardforgató.
San Juan Wolf: Hatalmas Csatahajónak nevezik, ugyanis egy óriás, a világ legnagyobb óriásaként tartják számon. Életfogytiglani börtönbüntetést kapott, amit az Impel Down 6. szintjén kellett letöltenie, de Feketeszakáll kiszabadította őt és saját oldalára állította. Nagyon félénknek tűnik, mikor a tengerészek felismerik őt Marinefordban, akkor megpróbál elbújni tőlük.
Vasco Shot: Nagy Iszákosnak nevezik, mindig olyan, mintha részeg lenne – lehet, hogy az. Egy legendává vált bűnöző, aki életfogytiglani börtönbüntetést kapott, de Feketeszakáll kiszabadította őt. Szeret harcolni és ölni, megkérte Feketeszakállt, hogy hagy öljön meg mindenkit Marinefordban.
Catarina Devon: A Feketeszakáll kalózok egyetlen női tagja. Ő is életfogytiglani börtönbüntetést kapott és Feketeszakáll szabadította ki. Idősebb nő, 40-50 év közötti lehet. Nem sokat tudni róla.
Avalo Pizarro: Korrupt Királynak nevezik, őt is Feketeszakáll mentette meg a börtönből, ezért csatlakozott hozzá. Mindig -harc közben is- vigyorog. Mondatai végén a "meow" szót használja. Képességei ismeretlenek.

### A Legrosszabb Generáció
11 ember tartozik ide, akik mind új kor kezdetekor hajóztak ki a tengerre, és több mint 100 berry vérdíj van a fejükön. Ide sorolják Luffyt, Zorot és Marshall D. Teachet is.
Trafalgar D. Water Law: A Halál Sebészének nevezik, a Szív kalózok kapitánya és doktora. Mindig vigyorog és mindenkivel udvariasan beszél. Úgy mint mindegyik Szupernovát, őt is a Sabanody Archipelagon ismerhetjük meg. Szimpatizál Luffyval, tetszik neki a fiú elszántsága, de túl vakmerőnek gondolja. Hajója egy tengeralattjáró. A Marinefordi- csata után beáll a Shichibukai-ba. Punk Hazardon szövetséget köt a Szalmakalapos kalózokkal, azzal a céllal, hogy legyőzzék Donquixote Doflamingo-t és Kaido-t. Megette a műtétgyömölcsöt, azaz az a képessége, hogy a hatótávolságán belül az emberek olyanok, mint a páciensek. Például le tudja vágni egy ember karját, és annak a hátára rakni. Ezek így nem halálosak, de az élőlényeken kívül a tárgyakat, élettelen dolgokat is mozgathat, például jéghegyet, vagy a földet.Teljes neve: Trafalgar D. Water Law. Vérdíja 500 millió berry.
Eustass Kid: A Kid kalózok kapitánya, aki kegyetlen és örömét leli a harcban. Nagyon erőszakos természete van, mindig idegesnek tűnik, ha valaki megsérti, akkor egyből elborul az elméje. Az Új Világban az ellene szegülő kalózokat keresztre feszítette. Képessége, hogy a fém, vasból készült tárgyakat mozgatni tudja, vagy a testéhez építeni. Mikor megtudja, hogy Luffy amint felépült, behatolt Marinefordba, akkor elhatározza, hogy levadássza őt. Vérdíja 315 millió berry.
Basil Hawkins: A Hawkins kalózok eléggé szótlan kapitánya. Varázslónak becézik, ugyanis ha valami történik a közelében, akkor kártyákból próbálja meg megjósolni a végkimenetelt és általában eltalálja. Ördöggyümülcs képessége, hogy vudubabává tud átváltozni és kis vudubabák segítségével az őt ért sebesüléseket az ellenfelére hárítani, de a vudubabák száma véges. Kizaru admirális győzte le, de sikerült elmenekülnie. Az Új Világban Barnaszakállal került szembe, akit le is győz.Később szövetséget köt a Kid Kalózokkal és az On Air kalózokkal. Vérdíja 320 millió berry.
X Drake: Vörös Zászlónak nevezik, kerüli a felesleges erőszakot, figyelmes és nyugodt természetű, a Drake kalózok kapitánya. Régebben ellentengernagy volt a Tengerészetnél, de kalóz lett mondva: „Nem tudni mit tartogat a másik oldal”. Őt is a Shabandony Archipelagon ismerhetjük meg, ahol Kizaru legyőzi, de a letartóztatás elől elmenekül. Egy ősi zoan típusú Ördöggyümölcsöt evett meg, segítségével dinoszaurusszá tud átváltozni. Az Új Világban megtámadta Kaido egyik szigetét, de amikor két évvel később ugyanezt a szigetet megtámadta egy másik kalüz, Caribou, akkor ő ment megvédeni a szigetet. Vérdíja 222 millió berry.
Urouge: Őrjöngő Szerzetesnak nevezik, a Bukott Szerzetes kalózok kapitánya. Mindig hatalmas vigyor van az arcán, akkor is ha nem boldog. A szkípiai őslakosok vélt leszármazottja, nagy darab izmos kalóz a hátán 2 kis szárnnyal. Meg tudja növeszteni testét, de azt nem lehet tudni, hogy ez milyen képesség. Őt is Kizaru győzte le, de nem tudták letartóztatni. Az Új Világban olyan szigetre tévedt legénységével, amin mindig villámlik és csak egy öregasszony lakja, aki esernyőárus. Vérdíja 108 millió berry.
Scratchman Apoo: A Tenger Ordításának nevezik, az On Air kalózok kapitánya. A Longarm – hosszúkar – törzshöz tartozik, így nagyon hosszú karja van, mindkét karján 2 könyök található, egy majomra hasonlít. Ördöggyümölcs képessége, hogy testrészeit hangszerekké tudja alakítani és ezek segítségével hanghullámokkal támad. Őt is Kizaru győzte le, de el tudott menekülni. Az Új Világban egy olyan szigeten kötött ki legénységével, ahol képesek futni a levegőben és hatalmas vaddisznók élnek, amiktől menekülniük kell. Később szövetséget kötött a Kid kalózokkal és a Hawkins kalózokkal. Vérdíja 350 millió berry.
Capone "Gang" Bege: A történelemből és filmekből ismert Al Caponére hasonlító kalóz, a Firetank – tűztartály- kalózok kapitánya. Olyan kalóznak tűnik, aki kerüli a harcokat. Képessége, hogy a teste olyan, mint egy vár: apró katonák vannak benne, akik ha kimennek, életnagyságúvá vállnak, így Capone egy hatalmas sereget tud létrehozni pillanatok alatt. Az Új Világban egy ismeretlen lebegő gépezet – esetleg hajó – beszippantotta hajójával és legénységével együtt. Vérdíja 138 millió berry.
Jewelry Bonney: Az egyetlen nő a Szupernovák között. Nagyétkűnek becézik, mivel rengeteget tud enni, a Bonney kalózok kapitánya. Jó érzéke van hozzá, hogy mikor szálljon be a harcba és hogy megelőzze a bajokat. Határozott elképzelése van arról, hogy egy kalóznak milyennek kell lennie. Az Új Világban Feketeszakáll elfogta őt és felajánlotta neki, hogy legyen a felesége, de ő visszautasította. Ezért Feketeszakáll úgy döntött, hogy átadja a Tengerészetnek egy hadihajóért cserébe, de végül ez nem valósult meg. Mikor Akainu találkozott Bonneyval, úgy tűnt, hogy már régóta el akarják őt fogni. Vérdíja 140 millió berry.
Killer: Beceneve Mészárló Katona, Kid legénységének tagja. Mindig maszkot visel és kiváló közelharcban. Mindig csendes és nyugodtabbnak tűnik kapitányától, mindig ellenfele mihamarabbi likvidálására összpontosít. Kiddel és Lawval együtt egy Pacifista ellen harcoltak, de hamar megszöktek előle, mivel rájöttek, hogy nem győzhetik le. Vérdíja 200 millió berry.

### Buggy kalózok
A Buggy kalózok kapitánya Buggy a bohóc, hajójuk neve Bolondok. Ez a kalózbanda a Szalmakalap kalózok első igazi ellensége -bár utóbbiak ekkor még csak hárman voltak. Buggy szerencséjének hála, az impel downi szökött rabok egy nagy része mindenhatóként tekint rá és ezért csatlakoztak hozzá. Ezek a rabok főként a börtön 2. szintjéről szabadultak és több olyan van közöttük, aki veszélyesebb, mint Buggy.
Buggy a bohóc: Gyerekként Shanksszel együtt Gold Roger legénységét képezte, majd annak felbomlása után létrehozta a Buggy kalózokat. Könyörtelen kalóznak tartják, aki imád szórakozni ágyúival, de az egyik legnevetségesebb szereplő a történetben. Nagyon érzékeny rá, ha orrát nagynak, kereknek és pirosnak nevezik, ekkor akár saját emberét is megölné, de legénysége így is szereti őt. Mikor még Roger hajóján volt, talált egy Ördöggyümölcsöt, de nem akarta megenni, mert kiváló úszóként tartották számon. Az volt a terve, hogy eladja azt és meggazdagszik, társait pedig becsapja, hogy már megette. Egy ideig minden a tervei szerint alakult, de mikor Shanks váratlanul megszólította, akkor ő megijjedt és lenyelte a gyümölcsöt. Akkor határozta el, hogy bosszút áll Shanksen. Olyan képességet kapott, hogy testrészeit képes elválasztani egymástól és lebegni is tud. Luffy Zoro és Nami segítségével győzte le. Ace kivégzésekor mondják el az embereknek, hogy Buggy a Roger kalózok tagja volt, így hírnevet szereznek neki, majd napokkal később egy eddig nem ismert tartalmú levelet kap a Világkormányzattól. Vérdíja 15 millió berry.
Lady Alvida: Ő volt a legelső kalózkapitány, akit Luffy legyőzött és akitől megmentette Cobyt. Alvida ezután Ördöggyümölcsöt talál, aminek hála sovány lesz és semmi sem tudja megsebesíteni bőrét, a támadások lepattannak róla. Találkozott Buggyval és elhatározta, hogy csatlakozik hozzá, ugyanis céljuk ugyanaz volt: végezni Luffyval. Vérdíja 5 millió berry.
Mohji: Buggy legénységének elsőszámú tagja, Vadállat Idomárnak hívják, ugyanis a harcban mindig oroszlánja, Richie segítségével harcol, személyesen csak ritkán harcol, holott gyors és kiváló az ostorral. Mohji kissé nagyképű és ugyanakkor kissé ütődött is. Jobban szereti Richiet, mint a legénység tagjait, nagyon felháborodik, mikor Cabaji pajzsként használja az állatot. Richie, az oroszlán nagy teste és ereje ellenére legtöbbször úgy viselkedik, mint egy kiscica és mindig csak az ételre gondol.
Cabaji: A legénység fontossági rangsorában Mohjit követi, akivel mindig rivalizál. Cabajit Az Akrobatának nevezik, harc közben is mutatványokat hajt végre. Kardforgató és mindig egy egykerekű biciklivel közlekedik.

### Halemberek
A halemberek egy külön faj a One Piece világában, két fajtájuk van a merfolk (halnép) és a sellők. A merfolk-ok halszerű tulajdonságokkal ellátott emberek, a sellők pedig halfarkú emberek, de mind a kettő halembernek számít. Régebben csapdába csalták és elrabolták őket, hogy aztán a rabszolgapiacokon kereskedhessenek velük jó pénzért, mivel igen ritkának számítanak. Egyszer azonban Fehérszakáll és Fisher Tiger vezetésével kiszabadultak a fogságból, a Világkormányzat pedig betiltotta rabszolgának való eladásukat, azonban még mindig vannak olyanok, akik illegálisan kereskednek velük.
Fisher Tiger: Egy tengeri keszeg/durbincs „merfolk”. Jimbeijel és Arlonggal együtt egy árvaházban nőttek fel, nagyon szoros kapcsolat fűzte őket egymáshoz, testvérnek nevezték egymást. Tiger sokat utazott és mikor hazatért mindig beszámolt a látottakról, amit mindig mindenki örömmel hallgatott. Az emberekkel való együttműködésre, a békés egymás mellett élésre biztatta társait, azonban ők úgy tekintettek az emberekre, mint a legveszélyesebb fajra a világon -mivel rabszolgaként bántak velük. Tiger egy kalandozása után hazatérve elmesélte, hogy kezet emelt egy „tenryuubito”ra -a Világkormányzatot létrehozó királyok egy leszármazottja-, így egy csata kerekedett, amit megnyert és kiszabadította a fogvatartott sellőket. Ezért vérdíjat tűztek ki a fejére. Társai segíteni akartak lenni, így megalapították kalózbandájukat, rettegésben tartva a környéket. Egy szigeten az ott élő emberek egyszer egy kislányt bíztak rájuk, azt kérték tőlük, hogy vigyék haza őt, mivel rabszolga volt és messze került a szüleitől. Tiger rábólintott, azonban sok sellők, főleg Arlong ellenezte a dolgot és meg akarta ölni a gyereket, de Jimbei minden alkalommal megállította. Mikor megérkeztek a lány szigetére, kikötöttek és Tiger bekísérte őt a faluba. Azonban mikor visszaindult a hajóhoz, a tengerészet szinte a semmiből tűnt fel és tüzet nyitottak rá, a hajón maradt társait pedig körülvették, a hajót pedig elsüllyesztették. Arlong vezetésével felvették a harcot a tengerészettel, elloptak egy hajót és sikerült elmenekülniük, azonban Tiger súlyosan megsérült és mivel ritka vércsoportja volt, egyik társa sem tudott neki vért adni. A hajón volt a szükséges vércsoportból emberi vér, de Tiger mocskosnak nevezte és nem kért belőle. Elmondta társainak, hogy egy kalandozása során elfogták őt és rabszolgasorba állították. Mindig próbált megbocsátani az embereknek és nem gyűlölni őket, azonban nem képes rá, majd könnyes szemmel meghalt.
Jimbei: Shichibukai volt, de az Impel Downba zárták mivel megtagadta a Világkormányzat parancsait. Egy merfolk, jakuza kinézetű cetcápa, ismert a Tenger Lovagja és a Tenger Első Fiaként is. Nagyon empatikus, átérzi mások fájdalmát és a békességre törekszik, a Fishman Karate -halember karate- mestere. Kiderült, hogy Arlonggal együtt rabszolgák voltak, de sikerült kivívni szabadságukat. Rabszolgaként a testükre tetováltak egy szimbólumot, amit ők átalakítottak és a Napra hasonlít, majd kalóznak álltak Fisher Tiger vezetésével és ők lettek a Sunny -Napos- kalózok. A rabszolgasorsból való kikerülés után és kalózzá válása előtt hazája hadseregében szolgált parancsnokként. Kalózként kezdetben durva és kegyetlen volt, minden ellenfelével végzett, majd mikor rájött, hogy ezzel semmivel sem különb régi fogvatartóinál, békésebb útra tért. Fisher Tiger halála után Jimbei lett a kapitány, de a Világkormányzattal való békére törekedett, ezért feloszlatta legénységét és shichi bukai lett. Kalóz korában vérdíja 250 millió berry volt.
Arlong: Fűrészfogúnak nevezik, egy fűrészescápa. Arlong rasszista, lenézi az embereket, a halembereketet minden más faj fölé helyezi. Örömmel csatlakozott Fisher Tiger kalózbandájához, de minél több csatát nyertek és minél híresebbek lettek, ő annál kegyetlenebb is lett. Tiger halála után úgy érezte, nincs már aki az útjába álljon és amerre járt pusztított, mindaddig amíg Kizaru le nem győzte. Egy időre börtönbe zárták, majd szabadon engedték és visszatért társaihoz. Miután Jimbei feloszlatta legénységét, Arlong létrehozta az Arlong kalózokat és a Grand Lineról a Keleti Kék tengerre telepedett és felhagyott a kalózkodással. Ehelyett elfoglalta Nami szülőfaluját és magas adókat szed az ott élőktől, hogy létrehozhassa birodalmát, az Arlong Parkot. Annak köszönhetően, hogy férfisellő, rendkívül nagy fizikai erővel rendelkezik, tud víz alatt lélegezni és fogai a fémet is átharapják, ráadásul fogait újra tudja növeszteni és az új fogak még erősebbek lesznek. Épülő birodalmában Luffy győzte le őt. Mikor még kalózkodott vérdíja 20 millió berry volt.
Hachi: Az Arlong kalózok tagja volt, Arlong után a legerősebb. Hachi egy oktopusz, aki jártas a kardforgatásban, a Hatkezes Kardtechnika alkalmazója. Zoro győzi őt le, majd elfogja a tengerészet, de sikerül megszöknie és létrehozza saját éttermét a Shabandony Archipelago közelében. Közeli barátok lettek egy sellőlánnyal, Camieval, akit mindig megvéd a rabszolgakereskedőktől. Egy nap azonban Camiet elrabolják és a Shabandony Archipelagon Doflamingo rabszolgapiacán akarják eladni, amiből később rettenetes zűrzavar kerekedett.
Hodi Jones: Az újonnan megalakult kalózbanda vezetője, egy fehér cápa. Hodi a fiatal generáció képviselője. Tiger fénykorában még kisgyerek volt a régi árvaház területén, ami ekkorra egy veszélyes környékké vált. Barátaival csodálták Jimbeit és Arlongot, de legfőképpen Tigert, akire példaképként tekintettek. Leghőbb vágya volt, hogy csatlakozzon azok kalózbandájába, azonban fiatal kora miatt nem engedték neki, ezért a hadseregbe állt és Neptunt szolgálta. Mikor Tiger halála után a többiek visszatértek és elmondták mi történt, akkor változott meg igazán és kezdett Arlongra hasonlítani. Később féktelen haragra gerjedt mikor megtudta, hogy az emberek – Luffy és társai – romba döntötték Arlong álmát. Ekkor elhatározta, hogy bármi áron, de átveszi Neptuntól a hatalmat és kipusztítja az emberiséget. Minden hajót, ami a szigetre tart elsüllyeszt, túlélőit megöli egy kivételével, akit életben hagy azért, hogy elmondhassa a többi embernek, hogy közeleg a vég. A történet alatt lepaktált Vander Deckennel és behatoltak a kastélyba, ahol egy gyógyszer bevételét követően -amit gonosz drog/gyógyszerként emlegetnek – vízzel árasztotta el a kastélyt, majd Zoroval került szembe.
Vander Decken: A legenda szerint élt egy kalóz, akit Vander Deckennek hívtak. Több száz éve egy viharos nap azonban megőrült és legénysége tagjait a tengerbe dobta, akik mind meghaltak. Ezután Isten azzal sújtotta őt, hogy örökké a tengeren kell bolyongania hajóján, a „Repül Hollandi”n. A szigeten Luffy és társai egy körözési plakáton találkoznak Vander Deckennel és rájönnek, hogy ő támadta meg őket a szigetre vezető úton. Brook mondja el társainak a fentebb leírt történetet, de bíznak benne, hogy ez tényleg csak egy legenda. Pappug mondja el nekik, hogy ez, a körözött Vander Decken a legendából megismert leszármazottja, ő a IX. Vander Decken. Decken egy cowboyra hasonlító japán harcsa/törpeharcsa. Van egy képessége, amit átoknak nevez, ez valószínűleg egy Ördöggyümölcs képessége, és állítólag örökölte. A képessége, hogy ha valamit megérint, akkor azt mintegy megjelöli és ha a megjelölésre használt kezével eldob valamit, akkor az egyenes a célpontja felé repül. E megjelölő képesség csak akkor aktiválódik, ha a csupasz keze, a bőre érintkezik a megjelölni kívánt személlyel, tárggyal. Ha a megjelölésre használt kezét megmossa, akkor azzal megszűnik a megjelölés. Mivel két keze van, egyszerre két dolgot is megjelölhet. A képessége miatt mindig kesztyűt visel. Reménytelenül szerelmes Neptun lányába, Shirahoshiba. Mikor beleszeretett a lányba, megérintette őt, így meg is jelölte. A megjelöléshez használt kezéről sosem veszi le a kesztyűt és sosem mossa meg, mert akkor megszakad a megjelölés. Minden nap ajándékot küld Shirahoshinak a saját módján: különböző hatalmas fegyverekre virágot és szívet rajzol, majd eldobja, ami így egyből a lányhoz repül. Úgy véli, Shirahoshi vagy az övé lesz, vagy senkié. Szövetkezett Hodival Neptun ellen, ugyanis Hodi annak helyére, Decken pedig Shirahoshira pályázik. Mikor észrevette, hogy Shirahoshi Luffyval elhagyta a kastélyt, azt gondolta, hogy Shirahoshi Luffyt választotta helyette, ezért úgy döntött megöli őket. Másik kezéről többször leveszi a kesztyűt, ugyanis azt a harcokra használja.
Neptun: „Halember Sziget” királya, egy „coelacanth” -tüdőhal, devonshire-i hal- sellő. Egy hatalmas, hosszú göndör hajú és szakállú sellő, egy tulipán kinézetű koronával, háromágú szigonnyal és szinte mindenhová bálnája hátán megy. Különc királynak mondható, ha valamit rosszul csinál, egyből bocsánatot kér tanácsadóitól. Mivel Decken feleségül akarja venni a lányát -és fegyvereket küld neki ajándékba-, Shirahoshit, ezért 10 éve egy toronyba zárta, hogy biztonságban tudhassa.
Shirahoshi: egyfajta hatalmas tőkehal. Ő Neptun és Otohime lánya, a sellőkirálylány. 10 éve egy toronyba zárva kell élnie, hogy Decken egy ajándéka nehogy végezzen vele. Hatalmas mérete ellenére nagyon félénk. A kastélyban Luffy véletlenül találkozott vele, ugyanis az étel szagát követte és talált hozzá. Shirahoshi először megijjedt tőle, de hamar rájött, hogy mitől félni, ugyanis Decken egy újabb ajándéka repült felé -ezúttal egy rózsával díszített fejsze-, amit Luffy megállított és visszadobott. Ezután elmondta Luffynak, hogy szeretne eljutni a „Tengeri Erdő”be, azonban Decken miatt nem léphet ki a toronyból. Luffy biztatni kezdte, hogy menjen csak nyugodtan, ő is vele megy és majd megmenti. Így megszöktette a lányt és elindultak. Az úton Decken megtámadta őket, de Luffynak sikerült őt lelassítania, majd tovább az erdőbe, ahol találkoztak Jimbeijel, Frankyvel, Robinnal és Tom testvérével.

### Legendás kalózok
Vannak olyan kalózok, akik elérték, hogy haláluk vagy visszavonulásuk után még sok-sok évvel is beszélnek róluk az emberek és egy legendává váltak.
Gol D. Roger: Ő volt a Kalózkirály, a Roger kalózok kapitánya és Ace apja, akinek születése előtt meghalt. Nem volt nagy kalózflottája, de mégis mindenkit maga alá utasított. Gyógyíthatatlan betegségben szenvedt, így elhatározta, hogy bejárja a Grand Linet. Mikor ez megtörtént, feloszlatta a Roger kalózokat és a Garp elleni csatában megadta magát. A börtönben, kivégzése előtt megkérte Garpot, hogy vigyázzon születendő fiára, Acere. Kivégzésén elárulta, hogy összes kincsét egy helyen rejtette el. Így megkezdődött a hajsza a kincse után, amit One Piecenek neveztek el. A vérdíja 5,564,800,000 berry volt.
Gold Lion Shiki: Ő volt Gol D. Roger legnagyobb ellenfele. A Gold Lion – arany/sárga oroszlán – nevet kinézetéről kapta, ugyanis mindig sárga ruhát viselt, ami oroszlánra emlékeztette az embereket és egyik harca közben a hajó kormányának egy darabja a fejébe állt, így olyan lett, mintha sörénye lenne. Mikor megtudta, hogy Roger feladta magát és ki fogják végezni, akkor a Tengerészet központjába ment, hogy megkérje őket, engedjék ki Rogert a börtönből ő pedig megöli. Elutasították kérését, ezért ki akarta szabadítani ellenfelét, hogy végezhessen vele, de Garp és Sengoku legyőzték és az Impel Downba került, ahol csak a lábát bilincselték meg. Úgy tudott megszökni, hogy lábait levágta, majd 2 kardot kötött azok helyére.
Silvers Rayleigh: Sötét királynak nevezték fénykorában, ő volt Gold Roger jobbkeze. Ő még mindig életben van és a többi kalóztól eltérően tiszteli a híres öregeket, mint pl. Fehérszakáll. A Shabandony Achipelagon telepedett le, itt ismerhetjük meg. Shankshez hasonlóan tudja használni a legerősebb Hakit, egyenlő félként harcolt Kizaruval, de kiderült, hogy már túlságosan öreg egy ilyen harchoz. Tartja a kapcsolatot Kumával, de nem derült ki mi célból. Miután tudomást szerzett az Ace kivégzésén kitörő harcról és annak következményeiről, Amazon Lillybe ment, hogy segítse Luffyt, majd másfél év alatt megtanította a Haki használatára.

## Barokk Művek
A Barokk Művek Crocodile szervezete volt és kalózvadászokból állt. Crocodile e szervezet segítségével szerzett pénzt tervei végrehajtásához. Mindenkinek egy fedőnevet adott, ami férfiak esetében: Mr. és egy szám (pl. Mr. 1), a szám jelenti az illető erőbeli rangsorát. Minden férfi tagnak volt egy nő párja, aki neve: Miss és egy nap vagy ünnep neve (pl. Miss Szerda). Az 5 legerősebb páros Ördöggyümölcs képességgel rendelkezik.
Sir Crocodile: A 7 shichibukai egyike volt és a Barokk Művek főnöke, fedőneve Mr. 0. Azt tervezte, hogy Nico Robinnal az oldalán megszerzi a titkos fegyvert, a Plutont. Ezért képes lett volna akárkit és akármit feláldozni. Terveket szőtt, megpróbálta romba dönteni Arabasta királyságot és ezzel együtt megsemmisíteni a felkelőket is. Rettentően hidegszívűnek és cinikusnak mutatkozik. A nagy kalózmesék és Gold Roger története nem igazán hatja meg, nem törődik vele és a kalóz életstílus is távol áll tőle. Inkább egy kaszinóban tölti mindennapjait, ahol mesés gazdagságról és hatalomról álmodozik, illetve terveket sző ezek megvalósításához. Nem bízik meg embereiben, úgy gondolja, hogy az egymás iránt érzett bizalom az idiótáknak való. Miután a Szalmakalap kalózok legyőzték legjobb embereit, ő is vereséget szenvedett Luffytól és kizárták a Shichi bukai-ból, majd az Impel Down 6. szintjére zárták. Ace megmentése érdekében Luffy kiszabadította őt az Impel Downból és ezután Luffy oldalán harcolt, majd elhatározta, hogy Dazzal az Új Világba mennek.Az Ördöggyümölcs megevése miatt a teste homok lett és tudja irányítani is a homokot. Régen vérdíja 81 millió berry volt.
Daz Bones: Egy hirhedt kalózvadász, fedőneve Mr. 1. Ördöggyümölcs képessége, hogy testéből bárhonnan acélpengéket tud növeszteni. Ő volt az egyetlen, akiben Crocodile valamennyire megbízott. Elítéli a gyengeséget és könnyelműséget, elég szótlan, mogorva alak, aki úgy gondolja, hogy a barátság gyengévé teszi az embereket, viszont nem mutat ellenszenvet senki iránt. Zoroval kellett harcolnia, de a harc alatt Zoro rájött, hogyan vághatja el az acélt, így sikerült legyőznie Dazt. Daz az Impel Downba került. Miután Luffy szabadon engedte Crocodilet, az kiszabadította Dazt és egymás oldalán harcoltak Ace kivégzésén. Legújabb tervük, hogy az Újvilágba mennek. Vérdíja 51 millió berry.
Bentham: Egy okama -egyszerre nő és férfi, lényegében transzvesztita-, aki jártas az okama kempóban, fedőneve Mr. 2 Bon Kurei ( a Bon Kurei egy többnapos ünnep Japánban – ez utalás arra, hogy okama, és a csapatában ő testesíti meg a férfit és a nőt is). Ördöggyümölcs képessége, hogy akinek valaha is megérintette az arcát, annak fel tudja venni az alakját. Legelső megjelenésekor túldíszített ruhát visel és összebarátkozik Luffyékkal, akikről ekkor még nem tudja, hogy kik. Ha boldog, szeret énekelni és táncolni, amivel lenyűgözi Luffyt, Choppert és Usoppot. Alabastában Sanjival kellett megküzdenie, közel azonos szinten álltak, de végül Sanji győzött. Mikor Luffyék elhagyni készültek Alabastát, egy tengerészeti hajó támadt rájuk és a váratlanul megjelenő Bentham segített nekik elmenekülni: felvette Luffy alakját, így átverve a tengerészeket. Később öltönyben tűnik fel újra és Mr. 3-mal együtt Hina kapitány elfogja őket és az Impel Downba zárja. A börtönben feláldozza magát, ottmarad és kinyitja a kaput, így Luffynak és a többi szökött rabnak sikerült elmenekülnie. Később Emporio Ivankov után ő lesz Impel Down-ban az 5.5-ös szinten az új "Királynő". Vérdíja 32 millió berry.
Galdino: Fedőneve Mr. 3. Képessége, hogy viaszt tud létrehozni. Ezzel a képességével csalta csapdába és fogta el Luffyékat. Később azonban Luffy legyőzte. Crocodile egy gyáva, alantas embernek tartja, aki nem érdemli meg, hogy a 3. legyen, ezért a bananadilejai – átmenet banán és krokodil között- közé vetette, hogy falják fel, azonban sikerült megmenekülnie. Impel Downban Luffy az ő segítségével lassította le Magellant. Mr. 3 Impel Downban megismerkedett Buggyval és később is együtt harcolnak, majd Mr. 3 csatlakozik hozzá. Vérdíja 45 millió berry.

## Felkelők
A felkelők serege hatalmasra nőtte ki magát, céljuk, hogy megbuktassák a Világkormányt. A világon mindenhol felkeléseket tartanak céljuk megvalósítása érdekében.
Monkey D. Dragon: A világ legveszélyesebb bűnözőjeként tartják számon, ő a felkelők vezére, Garp fia és Luffy apja. Legtöbbször egy önelégült vigyor van az arcán. Nem sokat tudni róla, nagyon rejtélyes figura, nem szereti ha a múltjáról kérdezik. A Világkormányzat által leginkább veszélyesnek vélt ember. Úgy vélik ő áll a logue towni incidens mögött, mikor ott hirtelen villámlások, erős zápor és széllökés keletkeztek a semmiből. Nem lehet tudni, hogy ezt tényleg ő tette vagy sem és azt sem, hogy van e Ördöggyümölcs képessége. Embereit Nico Robin megmentésére küldte, mikor azt elfogták és dolgoztatni kezdték, ugyanis beszélni akart vele, Robin viszont visszautasította. Azonban mikor megkapta Luffy üzenetét, úgy döntött meghallgatja Dragont. Dragon vérdíja ismeretlen.
Sabo: Egy nemesi származású gyerek, aki utálja a nemeseket, ezért elszökött és az erdőben bujkált. Kiskorában Luffy-val és Ace-el testvérekké nyilvánították egymást, de Sabo-t az apja visszavitte a városba. Onnan megpróbált megszökni, de egy érkező Égi Sárkány lelőtte a hajóját. A többiek halottnak hitték, de Dragon kimentette és befogadta. Végül ő lett a felkelők alvezére.
Emporio Ivankov: Csodálatos Egyén(iség)nek nevezik. Egy nagyon hangos, nyitott, perverz egyén, aki sokszor felkiált: ""Hee Haw!!!". Dragon jó barátja és az okamák -egyszerre nő és férfi, lényegében transzvesztita- királynője. Az Impel Downba zárták, ahol sikerült megszöknie cellájából, de a börtönből nem próbált meg elmenekülni. Ehelyett egy rejtekhelyt alakított ki a börtönben, ahol okama társaival él. Megmentette Luffy életét a Magellan elleni harc után, majd segített a raboknak kijutni a börtönből és harcolt Ace megmentésekor is. Mikor hazaér megtudja, hogy Sanji az ő birodalmában van, de nem hiszi el neki, hogy az, akinek mondja magát. Sanji ezért kihívja egy harcra, de Iva könnyedén legyőzi őt. Ördöggyümölcs képessége, hogy meg tudja változtatni az emberek és saját hormonjait, így megváltoztatva pl. a bőrszínt, nemet és egyéb dolgokat, illetve az okama kempó profija.
Inazuma: Ivankov társa, félig férfi félig nő, ami látszik rajta, testének egyik fele fehér, a másik narancssárga. Férfiként komoly, nyugodt természetű, érzelemmentes. Nőként jókedvű, derűs, szöges ellentéte férfi énjének. Ördöggyümölcs képessége, hogy kezeit mindent átvágó ollókká tudja változtatni. Ő is az Impel Downba volt zárva, majd a meneküléskor Magellan legyőzte őt, de túlélte sérüléseit.
Koala: Kiskorában Fisher Tiger mentette meg a rabszolgaságból és hazavitte a szüleihez. Később beállt a Felkelőkhöz és ott Halember Karate tanár lett.

## Skypia
Skypia egy sziget, ami a Grand Line fölött található. Skypia 3 szigetből áll: Angle Island, Shandora és Bilka. Skypiában különleges emberek élnek, mindenki hátán egy pár apró szárny található. Skypia uralkodóját Istennek nevezik az emberek. Két különböző népcsoport él Skypiában. Az egyik az angyalszerű emberek, akik mióta az eszüket tudják ott élnek. A másik egy kis sziget, Shandora lakossága, akiknek szigete a Grand Line része volt, de felemelkedett a levegőbe és Skypia részévé vált. E két társadalom nem igazán fér meg egymás mellett.

### Bilka
Délre található Angel Islandtől. Enel Bilkában született, de miután megevett egy Ördöggyümölcsöt, lerombolta azt és Angel Islandre ment követőivel.
Enel: Skypia istenének nevezi magát. Az egyik legerősebb Ördöggyümölcsöt ette meg, ami villám képességeket adott neki. Mikor Angel Islandre érkezett legyőzte az akkori istent és megkezdődött rémuralma. Nem mutat könyörületet senki felé, képes lenne Angel Islandet is gondolkodás nélkül elpusztítani. Mindenki fél tőle és bármit megtesznek, amit parancsol. Harcban áll Shandia népével, akiket elkergetett földjükről a régebbi isten. Enel mindenkit legyőz, aki rátámad, a Szalmakalap kalózokat is. Végül Luffy győzi le annak -is- hála, hogy teste gumiból van, így Enel képességei nem hatnak rá teljesen. Enel a vereség után léghajójával a Holdra utazik.
Yama: az Ötven Végrehajtó vezetője, ami Enel elitosztaga. Egy nagydarab ember rövid végtagokkal és a legjobb közelharcban, hűséges Enelhez. Hatalmas testéhez képest nagyon gyors és mozgékony. A Skypiában kitörő harcban Robin győzte le.

### Angel Island
Az angel islandi emberek békések. Ha találkoznak egymással, mindig köszönnek, de rettegésben élnek Enel miatt, amiről nem mernek beszélni.
Gan Fall: az Ég Lovagjának szólítják. Egy öreg, jószívű, segítőkész ember, aki az isten volt Skypiában. Megpróbált Shandora lakosaival is békét teremteni, ami nem sikerült. Ő a legelső, akivel Luffyék megismerkednek megérkezésükkör, ugyanis rájuk támad egy ismeretlen, akit Gan Fall üldöz el. Gan Fall azzal keresi kenyerét, hogy a Skypiába érkezőket pénzért megvédi. Részt vesz az Enel és emberei ellen vívott csatában, de ő is vereséget szenved. Miután Luffyék legyőzték Enelt, ismét Gan Fall lett az isten és békét kötött a shandiaiakkal.
McKinley: a Fehér Beretták kapitánya, ami az angel islandi rendőrség. Együttműködik Enellel, követi annak utasításait, de csak azért, mert fél tőle. Mikor megtudja, hogy Enel le akarja rombolni Angel Islandet, akkor ellene szegül és segít kimenekíteni az embereket.

### Shandora
A Grand Lineon on lévő Jaya sziget része volt, de egy hatalmas áradat leszakította és fellökte az égbe, ahol Skypia része lett. A sziget Skypiába került lakosai ellenségek voltak a skypiaiak szemében és háború tört ki köztük, amit a shandoraiak buktak el.
Waipa: Ő volt az, aki Luffyékra támad azok megérkezésekor. A legerősebb shandorai, beceneve a Berzerker. A legendás hős, Calgara utódja, akitől azt várják, hogy legyőzi a skypiaiakat és Enelt. Egy rendkívül agresszív harcos, aki nem bízik az idegenekben. Mélyen tiszteli őse legjobb barátját, Montblanc Norlandet, akinek hála, népe nem pusztult ki sok-sok évvel ezelőtt. Megküzd Luffyval, de később egymás oldalán harcolnak Enel ellen, aki számára Waipa nem ellenség. Enel legyőzése után Waipa a törzse többi tagjával együtt megbékél Skypia lakosságával és békében élnek.
Kamakiri: Shandorai harcos, az egyik akiben Waipa a legjobban megbízik. Sokkal kedvesebb társainál, nyugodtabb természetű. Azt tervezte, hogy a Shandora, Enel és Szalmakalap kalózok között kitört harcban megkeresi Enelt és végez vele, de mikor rátalált esélye sem volt ellene.

## További szereplők a Grand Lineon és az Új Világban
A Grand Line a legerősebb kalózok lakhelye. Itt található a Világkormány és a Tengerészet központja is. A Grand Line második fele az úgynevezett Új Világ, ahol vannak a legveszélyesebb kalózok, a Négy Yonko. A Világkormányzat emberei sem szívesen mennek oda.
Crocus: A Roger kalózok tagja és doktora volt. A Grand Line szélén él, ha valaki a Nyugati Kék tengerről megy a Grand Linera, akkor nagy rá az esély, hogy Crocusszal találkozik először.Így volt ez 50 évvel a történet kezdete előtt is, amikor a Rumbar kalózokkal találkozott -akiknek Brook is tagja volt. A Rumbar kalózok megkérték őt, hogy vigyázzon azok bálnájára, Laboonra, amíg visszaérnek. A Rumbar kalózok ezután teljesen eltűntek. Crocus ezután a Roger kalózokkal találkozott, akik meghívták őt hajójukra. Elfogadta a meghívást, mert ki akarta deríteni mi történt a Rumbar kalózokkal. Roger kivégzése után visszatért Laboonhoz és azóta is vele van, mindig megvédi a bálnavadászoktól.
Lord Wapol: Bádoglemez Wapolnak is nevezik. Megevett egy Ördöggyümölcsöt, így képes mindent megenni és a testét fegyverré, ágyúkká alakítani. Ő volt a Drum Birodalom királya, de mikor a Feketeszakáll kalózok támadták meg őket, ő a híveivel elmenekült és létrehozta a Vapolu kalózokat. Megpróbált visszatérni a trónra, de Luffy és társai legyőzték.
Dalton: Lord Wapol egyik katonai vezetője volt, majd annak menekülése után átvette a város irányítását. Segítőkész ember, a város lakói szeretik őt. Egy zoan típusú Ördöggyümölcsöt evett meg, amitől bikává tud átváltozni. Wapol két tanácsadója győzte le, majd Wapol veresége után ő lett Drum Királyság új királya, de átnevezte birodalmát Cseresznyevirág Királysággá.
Foxy: A Foxy kalózok kapitánya, akinek az a képessége, hogy sugarakat tud lőni a kezével, amik lelassítják azt, amit elérnek. Sok kalózbandát legyőzött, de nem normális harcban. Ügyességi versenyekre szokta kihívni ellenfeleit, ahol mindig csal, ezért mindig nyer is. A verseny 3 körre osztódik és minden kör után a győztes csapat vagy választhat valakit a vesztes csapatból, aki a győztes csapat kapitányának hűséget esküszik és velük marad, vagy elvehetik az ellenség vitorláját, így lehetetlen lesz nekik hajózni. Luffyék 1 vesztes és 2 győztes játékkal legyőzik őket. Choppert vesztették el az 1. körben, de a 2-ikban visszaszerezték, majd az utolsó körben Luffy legyőzte Foxyt. Vérdíja 24 millió berry.
Bellamy: A Bellamy kalózok kapitánya, Hiénaként is ismert volt. Egy mock town-i kocsmában találkozott Luffyékkal. Luffy és Zoro Nami kérésére nem állt ki Bellamy ellen, aki így ellenállás nélkül összeverte őket, majd később Luffyék legújabb barátait is megtámadták. Mikor ezt Luffy meghallotta, akkor Mock Townba ment és könnyedén legyőzte őt. Később Bellamy-t Doflamingo súlyosan megverte, de túlélte és csatlakozott hozzá. Doflamingo több esélyt is adott Bellamy-nak, hogy csatlakozzon a kalózcsapatához, de mindet elbukta, ezért végül meg akarta ölni. Vérdíja 195 millió berry.
Bartolomeo: A Barto Club nevű kalózok kapitánya, a beceneve Kannibál. Az az Ördöggyümölcs képessége, hogy láthatatlan falakat tud létrehozni, amik áttöhetetlenek. A legrosszabb generációt közető évben kezdett kalózkodni, előtte maffia vezér volt a Keleti Tengeren. Miután látta, hogy Luffy csodával határos módon megmenekül Buggy kivégzési kísérlete elől, csodálni kezdte őt, és elindult, hogy segítse Kalózkirállyá válni. Amikor találkozik Luffyval és segít neki legyőzni a Donquixote kalózokat, hűséget esküszik a Szalmakalapos kalózoknak. A vérdíja 200 millió berry.
Cavendish: Kalóz Hercegnek is nevezik, a Gyönyörű kalózok kapitánya. A legrosszabb generáció előtt egy évvel kezdett kalózkodni, és gyönyörű kinézete miatt hamar hírnévre tett szert. Ez egy évig tartott, mert a legrosszabb generáció tagja elvettél előle a hírnevet, ezért bosszút esküdött rajtuk. Amikor találkozik Luffyval, elször meg akarja ölni, de később  segít neki legyőzni a Donquixote kalózokat, hűséget esküszik a Szalmakalapos kalózoknak. Amikor elalszik, előjön a másik énje, Hakuba, aki kíméletlenül megöl mindenkit a közelében. A vérdíja 330 millió berry.

## További szereplők a Kék tengereken
Négy nagy Kék tenger van: Északi, Keleti, Déli és Nyugati. Ezek közül a Keleti Kék tengeren élnek a One Piece világának leggyengébb kalózai. A Kék tengerekről sokan mennek nagyobb kaland és vagyon reményében a Grand Linera, a Grand Lineról pedig a nyugodtabb élet reményében érkeznek kalózok a Kék tengerekre.
Zeff: Egy mesterszakács, aki régebben kalózkapitány volt és Vöröslábú Séfként vált ismertté, onnan ered neve, hogy harc közben csak rúg és az ellenfele vére vörössé színezi lábát. Egy étteremhajót üzemel, ahol a szakácsok nemcsak a főzés, hanem a közelharc mesterei is. Régebben megtámadott egy másik hajót, de a harc közben hatalmas vihar kerekedett. A vihar után egy szigeten találta magát az akkor még kisgyerek Sanjival. Az élelmet két részre osztották és a sziget két, egymástól távol eső pontjára mentek. Sanji élelme hamar elfogyott, Zeffnek viszont még az összes megvolt. Valójában a Zeff zsákjában csak kincsek voltak, hiszen a saját adagját is a gyereknek adta, valamint egyik lábát is elvesztette, amikor megmentette őt. Mikor Sanji ezt megtudta csodálta őt és elhatározta, hogy ő is mesterszakács lesz. Megkérte Zeffet, hogy tanítsa ő, ő pedig igent mondott. Közös álmuk volt, hogy eljussanak az All Blue-ra, vagyis a tengerre, ahol a halak minden fajtája megtalálható. Krieg visszavonulása után ő biztatta Sanjit, hogy csatlakozzon Luffyékhoz.
Don Krieg: A Keleti Kék tenger legerősebb kalózvezére, vérdíja 17 millió berry. Különböző fegyverekkel van felszerelve. A Grand Lineról tér vissza egyetlenegy hajóval, ugyanis a többit egy magányos harcos elpusztította -Mihawk. El akarja foglalni Zeff – Vöröslábú Séf – étteremhajóját. Luffy megküzd vele, de nem tudják legyőzni egymást. Végül Krieg és kalózai visszavonulnak.
Kuro: A Fekete Macska kalózok kapitánya volt. Belefáradt, hogy mindig menekülnie kell és egyre több hadihajó támad rá, ezért egy elfogott tengerészt átalakított, hogy az úgy nézzen ki, mint ő és átadta a Tengerészetnek. Azok azt hitték róla, hogy a valódi Kuro, ezért kivégezték. Kuro Usopp szülőfalujában telepedett le egy nemesi családnál inasként. Az volt a terve, hogy amint a család utolsó tagja, Kaya is meghal -aki Usopp egy lánybarátja-, akkor ő kerül a család élére és gazdag lesz. Kaya állapota viszont egyre csak javult, ezért Kuro úgy döntött, hogy felveszi a kapcsolatot volt legénységével és elfoglalja a falut, megölve Kayát. Képességei, hogy karmokat tud növeszteni ujjai végéről, amik mindent átvágnak és egy olyan technika amivel képes nagyon gyorsan mozogni és eközben megvágni az ellenfeleit (ez az Osonó talpak) . Őt és kalózait Luffyék győzték le. Vérdíja 16 millió berry volt.